# Meeting féminin du Val d'Oise
Le meeting féminin du Val d'Oise a lieu chaque année, au mois de février, au Centre Départemental de Formation et d'Animation Sportives (CDFAS) à Eaubonne dans le Val-d'Oise. C’est donc une étape importante de la préparation des athlètes. Les différentes épreuves accueillent l'élite de l’athlétisme français et mondial dans des conditions optimales de performance. En 2013, Myriam Soumaré y réalise la meilleure performance mondiale de l'année sur 200 mètres en 22 s 87.

## Lieu de la rencontre et acteur du projet
La rencontre se déroule chaque année depuis 2012 avant les championnats du Monde ou d’Europe en salle au stade couvert Stéphane Diagana du centre départemental de formation et d'animation sportives (CDFAS) du Val-d'Oise.

## Records du meeting
| Épreuve          | Athlète                | Pays                        | Date | Performance   |
| ---------------- | ---------------------- | --------------------------- | ---- | ------------- |
| 60 m             | LaVerne Jones-Ferrette | Îles Vierges des États-Unis | 2012 | 7 s 05        |
| 200 m            | Myriam Soumaré         | France                      | 2013 | 22 s 87       |
| 400 m            | Justyna Święty-Ersetic | Pologne                     | 2020 | 52 s 24       |
| 800 m            | Liga Velvère           | Lettonie                    | 2019 | 2 min 1 s 10  |
| 1 000 m          | Malika Akkaoui         | Maroc                       | 2012 | 2 min 40 s 43 |
| 1 500 m          | Malika Akkaoui         | Maroc                       | 2016 | 4 min 16 s 36 |
| 3 000 m          | Quayline Kiprop        | Kenya                       | 2020 | 8 min 42 s 78 |
| 60 m haies       | Kristi Castlin         | États-Unis                  | 2012 | 7 s 95        |
| saut en hauteur  | Yuliya Levchenko       | Ukraine                     | 2019 | 2 m           |
| saut à la perche | Katie Nageotte         | États-Unis                  | 2019 | 4,82 m        |
| saut en longueur | Maryna Bekh-Romanchuk  | États-Unis                  | 2019 | 6,60 m        |
| triple-saut      | Olha Saladukha         | Ukraine                     | 2014 | 14,60 m       |
| lancer du poids  | Nadine Kleinert        | Allemagne                   | 2013 | 18,00 m       |

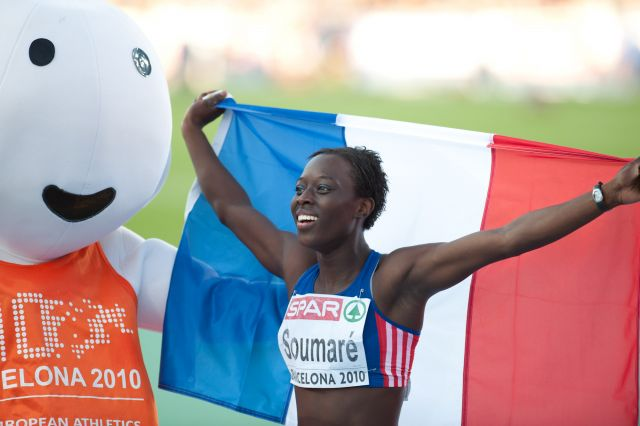
Myriam Soumaré à Barcelone en 2010.
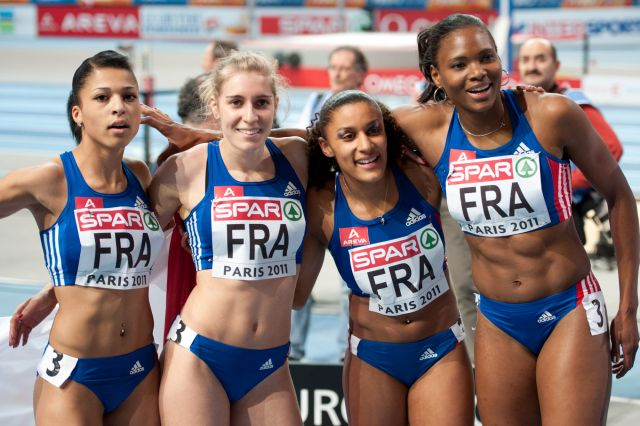
Marie Gayot (2e à gauche) et le relais 4x100 à Paris en 2011.
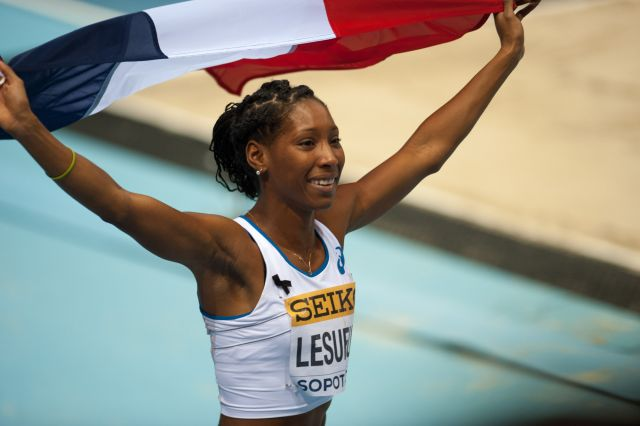
Éloyse Lesueur à Sopot en 2014.

## Marraines du meeting
Le meeting est parrainé par des athlètes de haut niveau :
- pour l'édition 2012, Myriam Soumaré[2] athlète française révélée lors des championnats d'Europe 2010 de Barcelone où elle remporte trois médailles (l'or sur 200 mètres, l'argent au titre du relais 4 × 100 mètres et le bronze sur 100 mètres) ;
- pour l'édition 2013, Tia Hellebaut[2] athlète belge qui pratique l'heptathlon et surtout le saut en hauteur, médaille d'or du saut en hauteur aux Jeux olympiques de Pékin en 2008 ;
- pour l'édition 2014, Muriel Hurtis[3] championne du monde du relais 4 × 100 mètres en 2003 battant le record de France du relais 4 × 100 m avec Christine Arron, Patricia Girard et Sylviane Félix en 41 s 78 ;
- pour les éditions 2015[4] et 2016[5], Marie-José Pérec, athlète française la plus titrée en athlétisme. Triple championne olympique en 1992 aux Jeux de Barcelone sur 400 mètres et deux fois aux Jeux d'Atlanta en 1996 sur 400 mètres et 200 mètres.
- pour l'édition 2017, Mélina Robert-Michon[6], athlète française de l'année 2017, élue par la Fédération française d'athlétisme (FFA), médaille d'argent au lancer du disque aux Jeux Olympiques de Rio 2016 ;
- pour l'édition 2018, Floria Gueï[7], spécialiste du 400 mètres, triple championne d'Europe et révélée mondialement lors de son incroyable remontée lors du relais 4 x 400 mètres aux championnats d'Europe de Zurich en 2014.
- pour l'édition 2019, Marie-Amélie Le Fur, athlète handisport, détentrice de huit médailles lors des jeux paralympiques et présidente du Comité paralympique et sportif français (CPSF) depuis 2018.

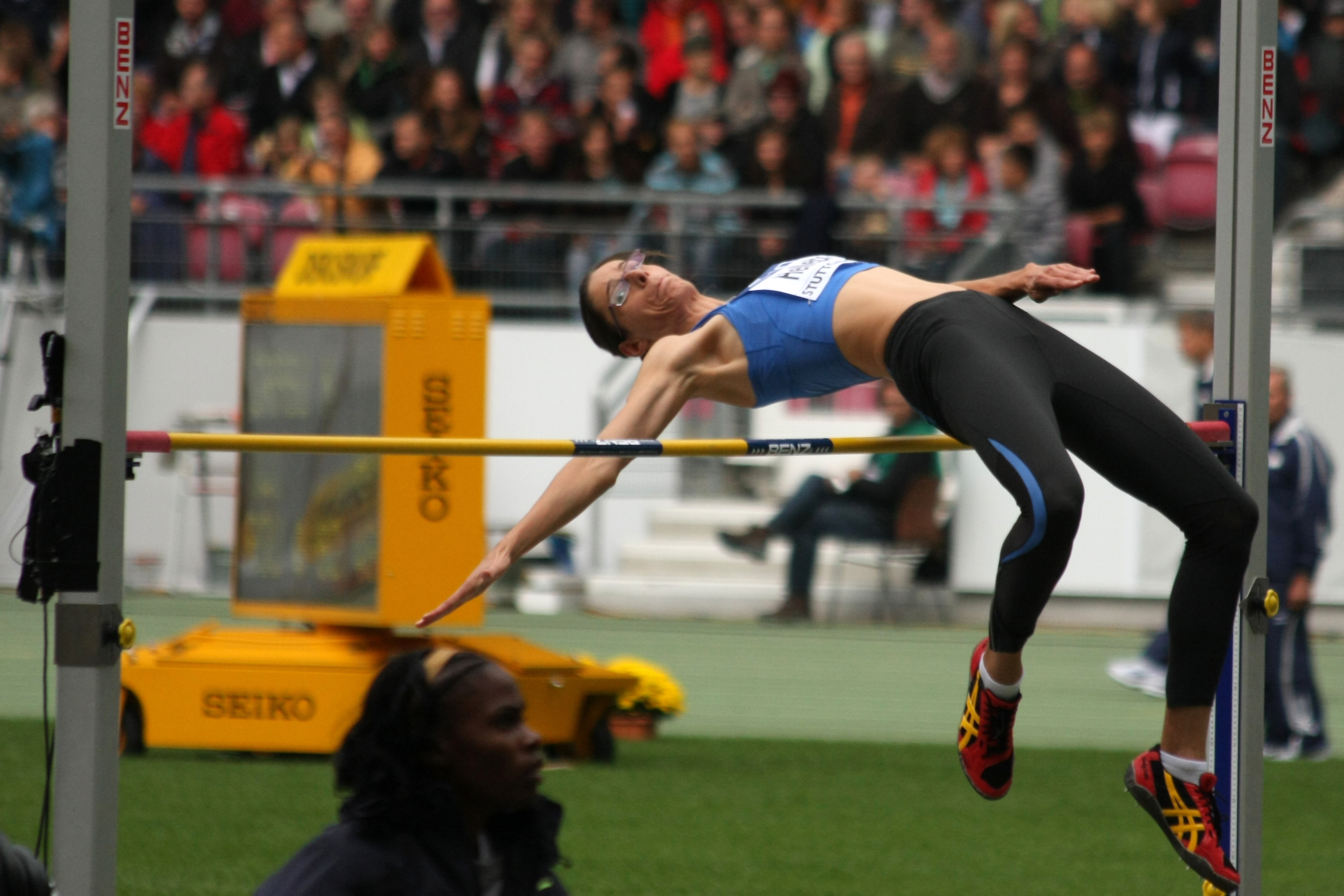
Tia Hellebaut à Stuttgart (2008).
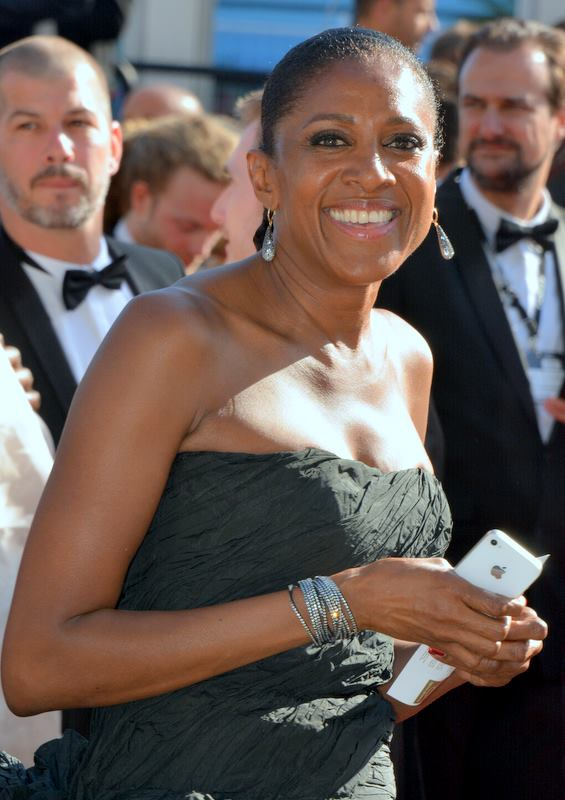
Marie-José Pérec à Cannes (2016).
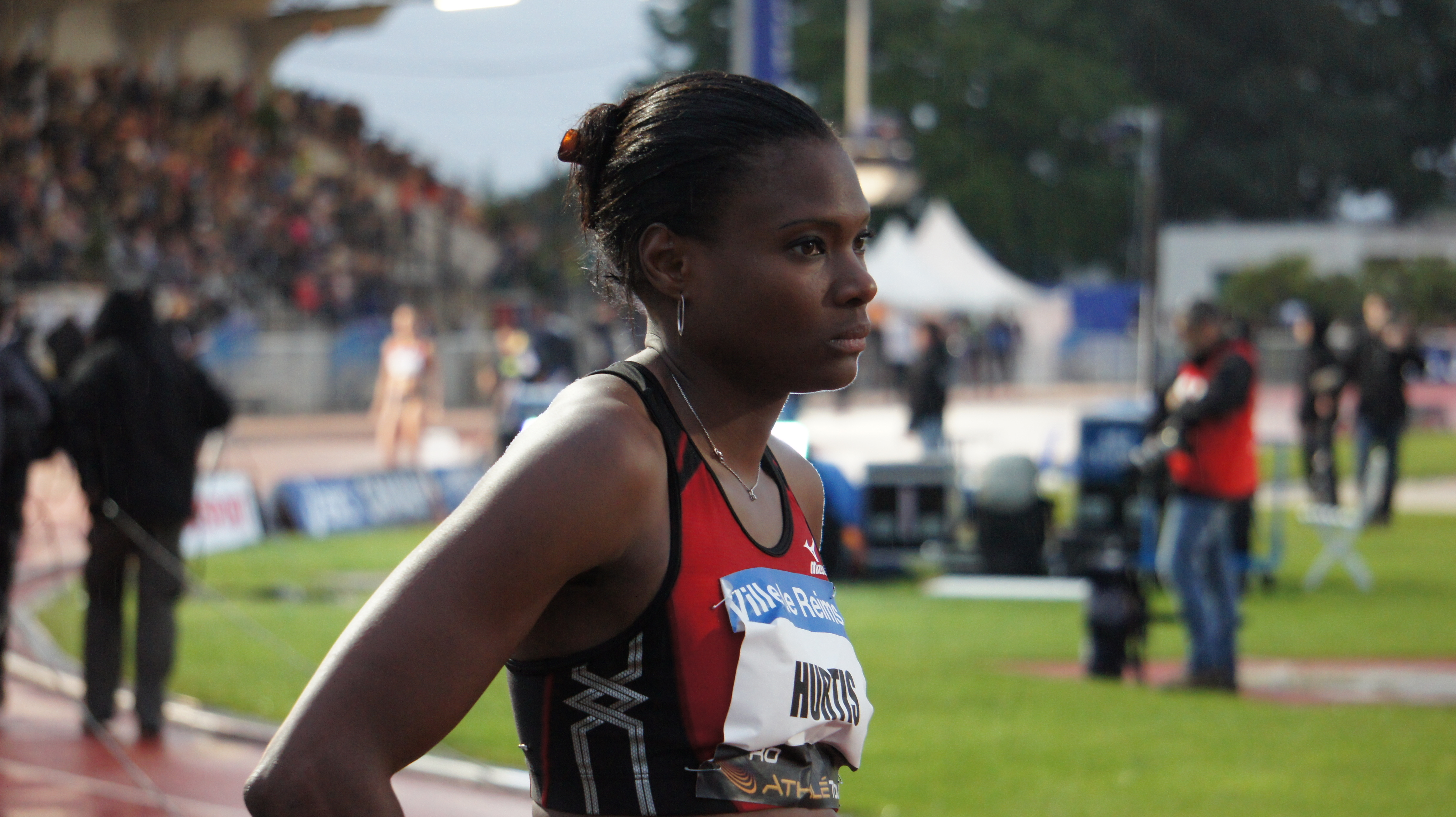
Muriel Hurtis à Reims (2013).
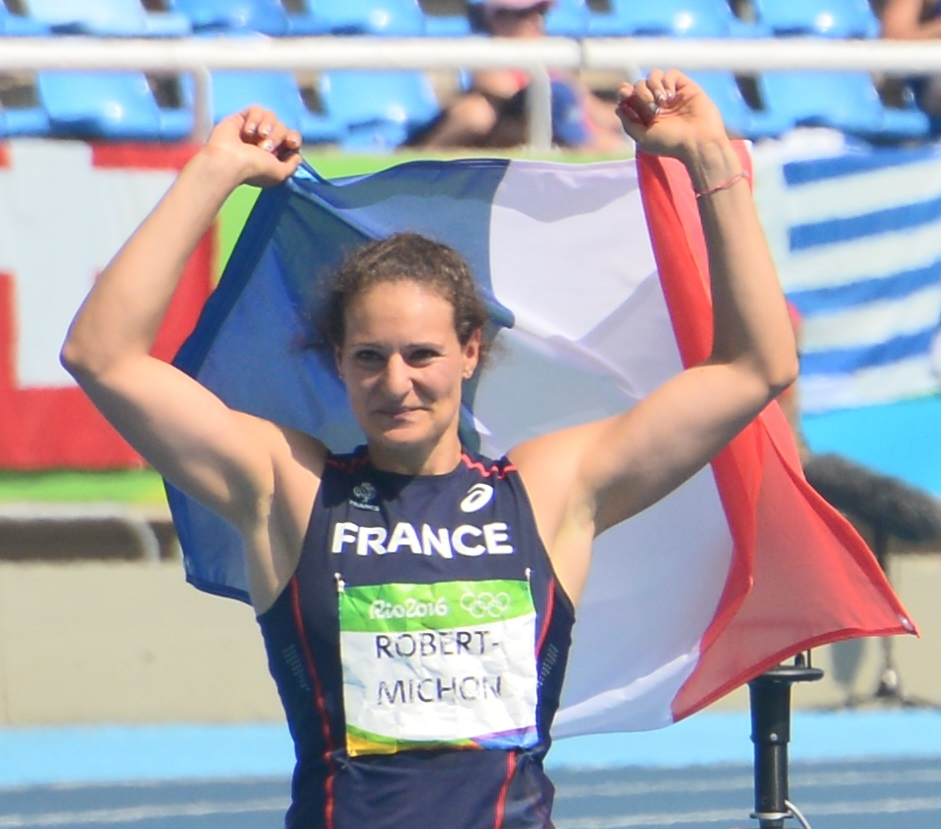
Melina Robert-Michon à Rio (2016).
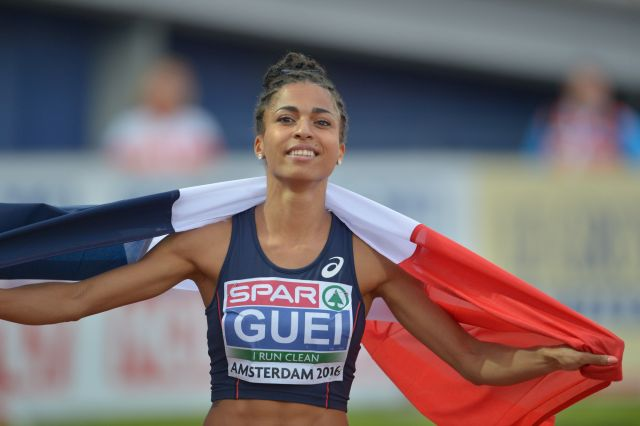
Floria Gueï à Amsterdam (2016).

## Palmarès 2012
Le 1er meeting 100% féminin est valorisé par la présence de Tia Hellebaut, championne olympique 2008 en saut en hauteur, par sa marraine Myriam Soumaré qui dispute le 60 m avec Muriel Hurtis et un beau plateau au triple saut où Teresa Nzola Meso Ba retrouve l'Ukrainienne Olha Saladukha et l'Italienne Simona La Mantia.
| Date       | Épreuve          | Vainqueur              | Pays                        | Performance   |
| ---------- | ---------------- | ---------------------- | --------------------------- | ------------- |
| 16/02/2012 | 60 m             | LaVerne Jones-Ferrette | Îles Vierges des États-Unis | 7 s 05        |
| 16/02/2012 | 200 m            | Patricia Hall          | Jamaïque                    | 22 s 88       |
| 16/02/2012 | 1000 m           | Malika Akkaoui         | Maroc                       | 2 min 40 s 43 |
| 16/02/2012 | 3000 m           | Meskerem Assefa        | Éthiopie                    | 8 min 53 s 18 |
| 16/02/2012 | 60 m haies       | Kristi Castlin         | États-Unis                  | 7 s 95        |
| 16/02/2012 | Saut en hauteur  | Tia Hellebaut          | Belgique                    | 1,93 m        |
| 16/02/2012 | Saut à la perche | Anastasiya Shvedova    | Biélorussie                 | 4,42 m        |
| 16/02/2012 | Triple saut      | Olha Saladukha         | Ukraine                     | 1,45 m        |

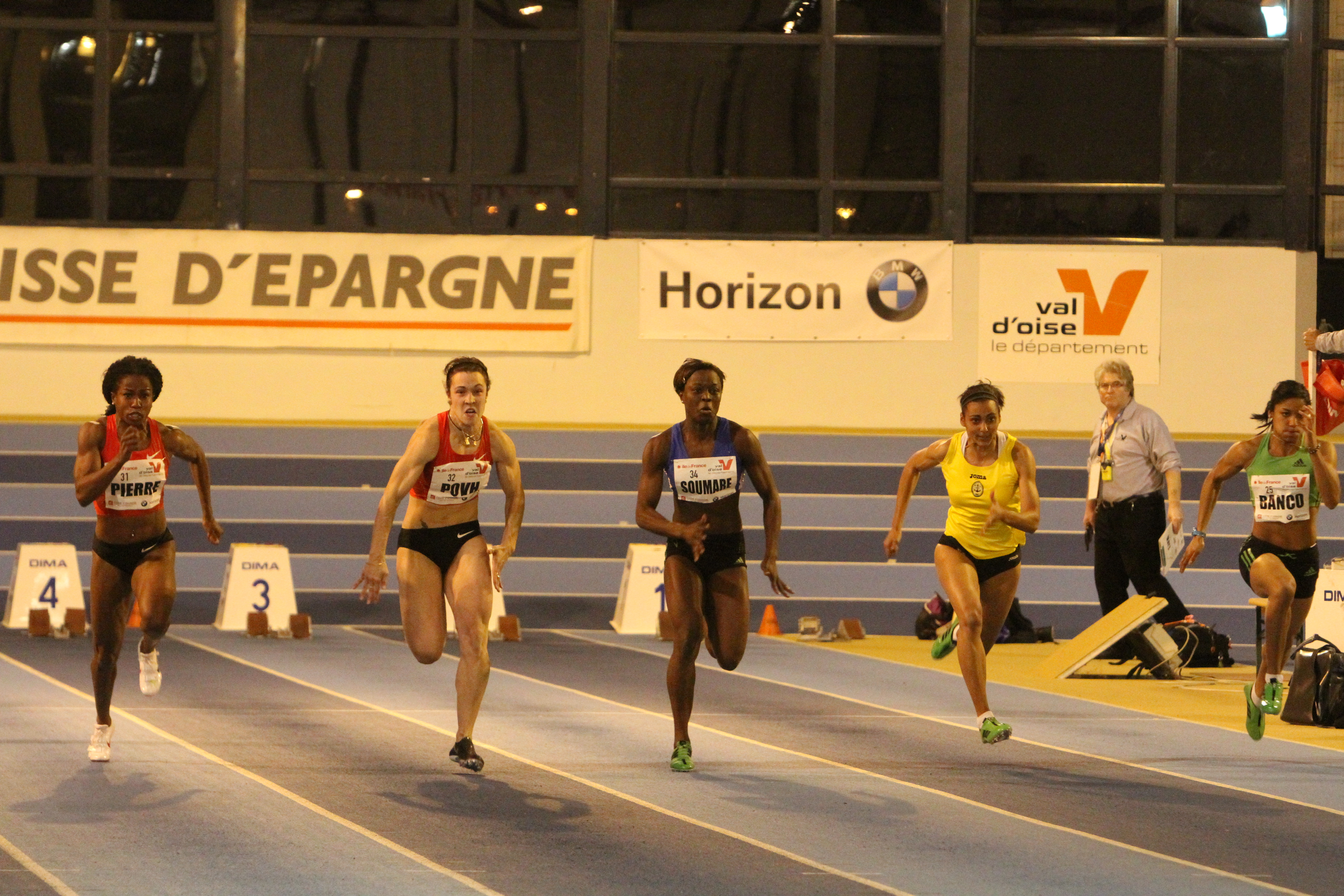
Meeting 2012, 60 m, avec Myriam Soumaré, marraine de l'édition.
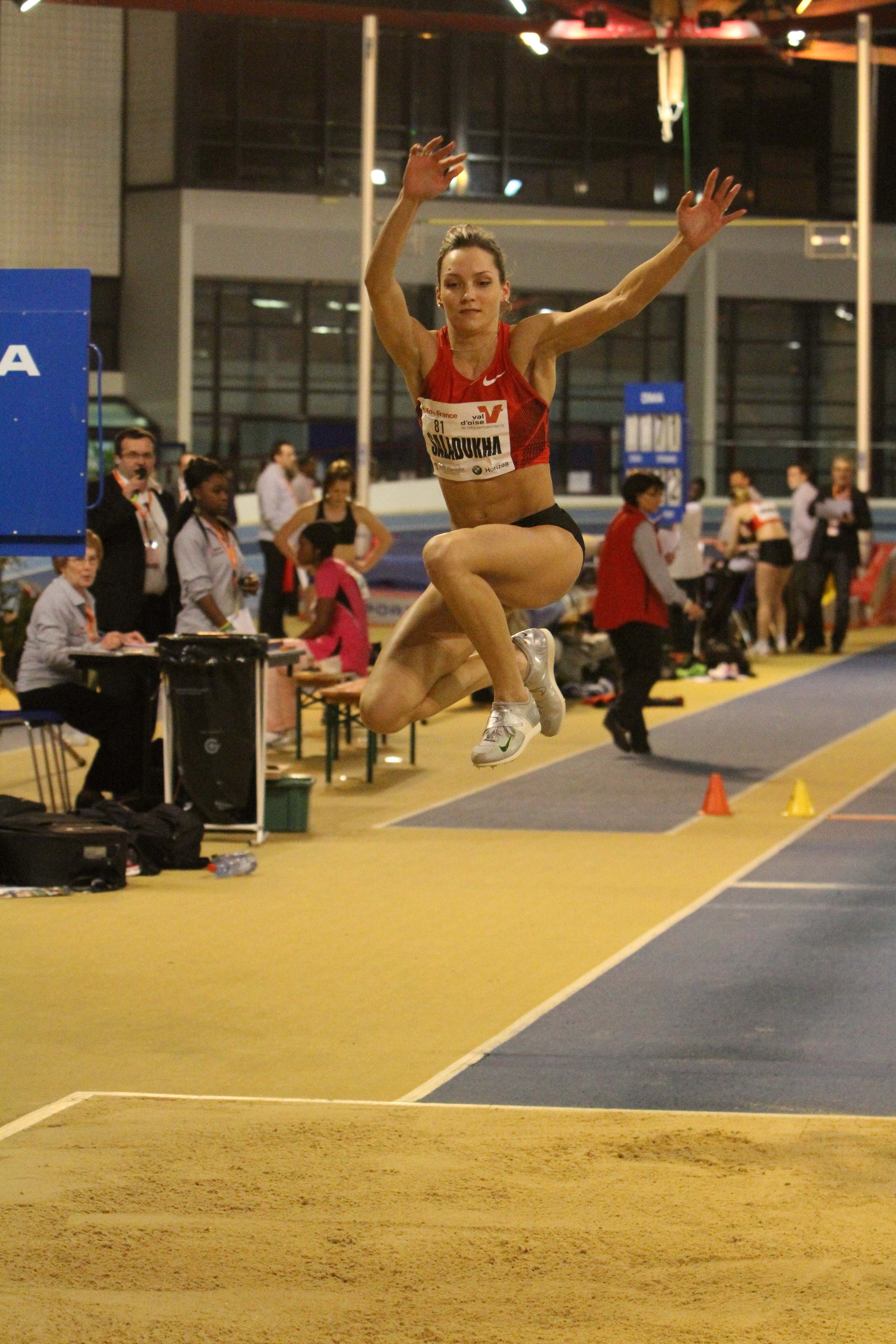
Meeting 2012, triple saut.
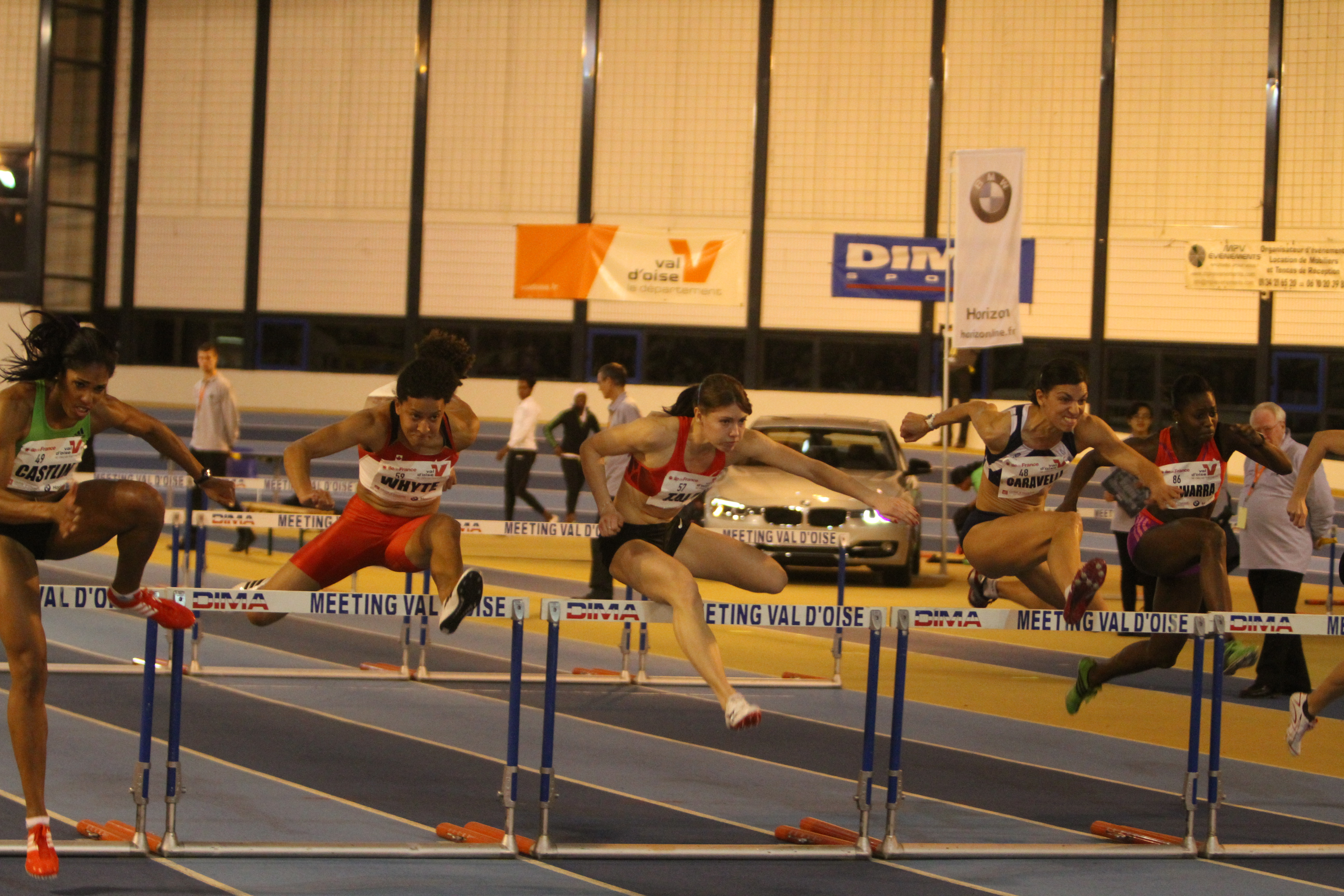
Meeting 2012, 60 m haies.

## Palmarès 2013
Myriam Soumaré réussit la meilleure performance mondiale de l'année sur 200 m en survolant la course en 22 s 87, pulvérisant au passage son record personnel (23 s 11 en 2012). Soumaré, championne d'Europe 2010 de la distance à Barcelone, termine aussi deuxième du 60 m (en 7 s 21) derrière l'Ukrainienne Mariya Ryemyen qui lui a succédé au palmarès européen à Helsinki l'année précédente. La Belge Tia Hellebaut, championne olympique du saut en hauteur en 2008 et marraine de l'événement, enthousiasme le public avec un meilleur saut à 1,97 m. Quant à Eunice Barber, qui signait à trente-huit ans son retour à la compétition, elle doit se contenter d'un meilleur bond à 6,08 m.
| Date       | Épreuve                | Vainqueur        | Pays      | Performance   |
| ---------- | ---------------------- | ---------------- | --------- | ------------- |
| 07/02/2013 | 60 m                   | Mariya Ryemyen   | Ukraine   | 7 s 15        |
| 07/02/2013 | 200 m                  | Myriam Soumaré   | France    | 22 s 87       |
| 07/02/2013 | 1000 m                 | Malika Akkaoui   | Maroc     | 2 min 41 s 94 |
| 07/02/2013 | 3000 m                 | Sara Moreira     | Portugal  | 8 min 52 s 48 |
| 07/02/2013 | 60 m haies             | Yiulya Kondakova | Russie    | 8 s 11        |
| 07/02/2013 | Saut en hauteur        | Tia Hellebaut    | Belgique  | 1,97 m        |
| 07/02/2013 | Saut en longueur       | Mélanie Martins  | Brésil    | 6,40 m        |
| 07/02/2013 | Lancer du poids (4 kg) | Nadine Kleinert  | Allemagne | 18,00 m       |

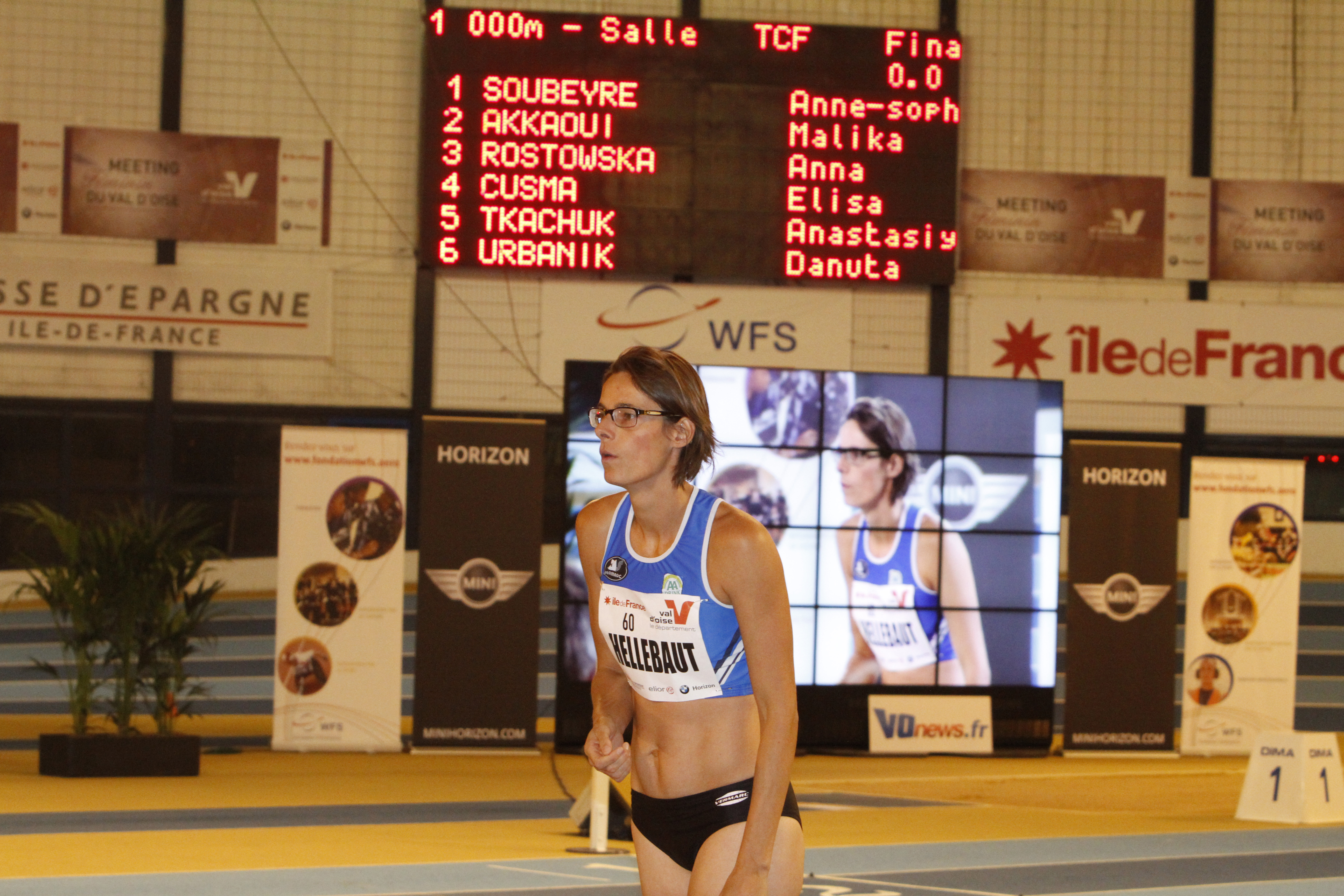
Meeting 2013, saut en hauteur avec Tia Hellebaut marraine de l'édition.
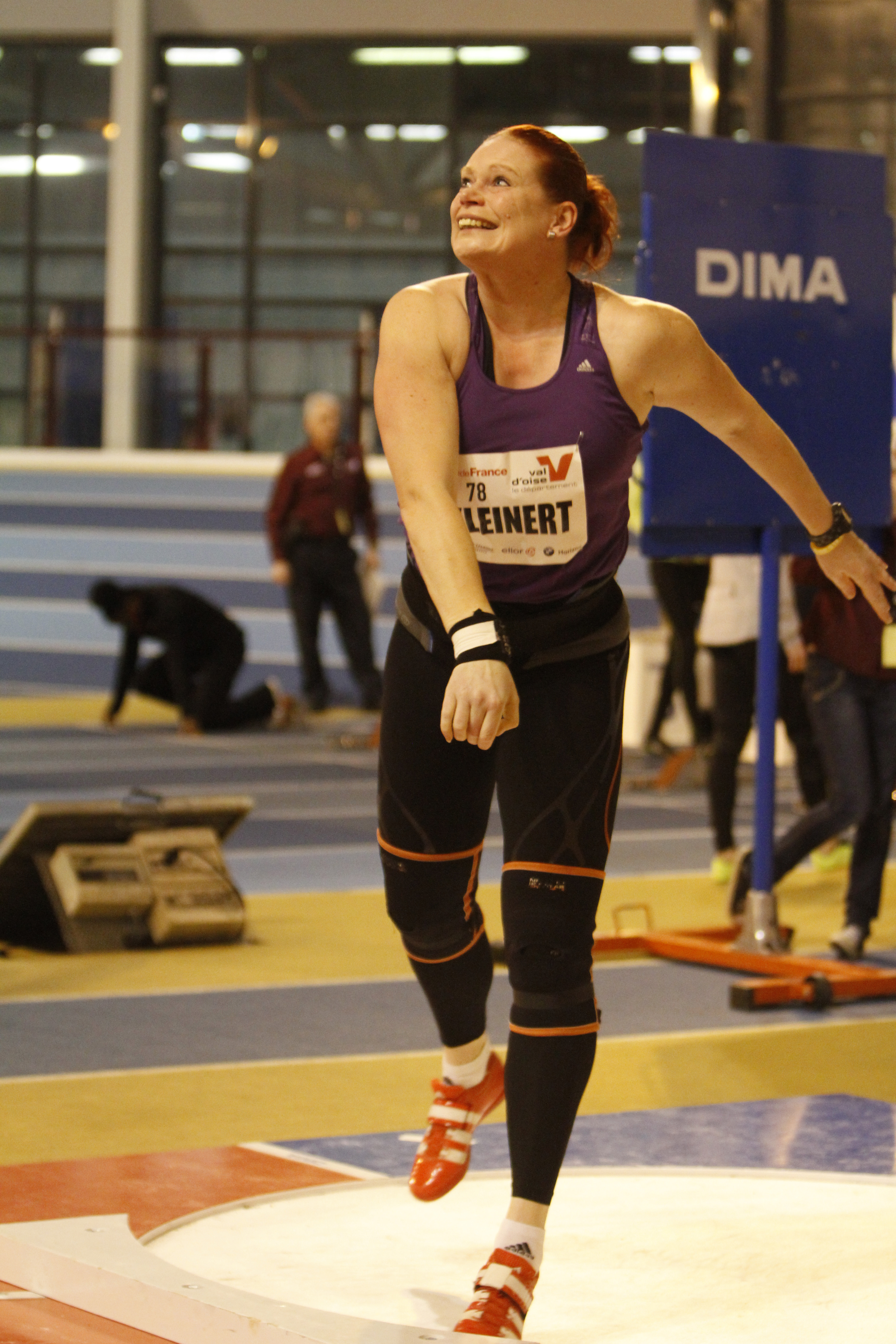
Meeting 2013, lancer du poids.
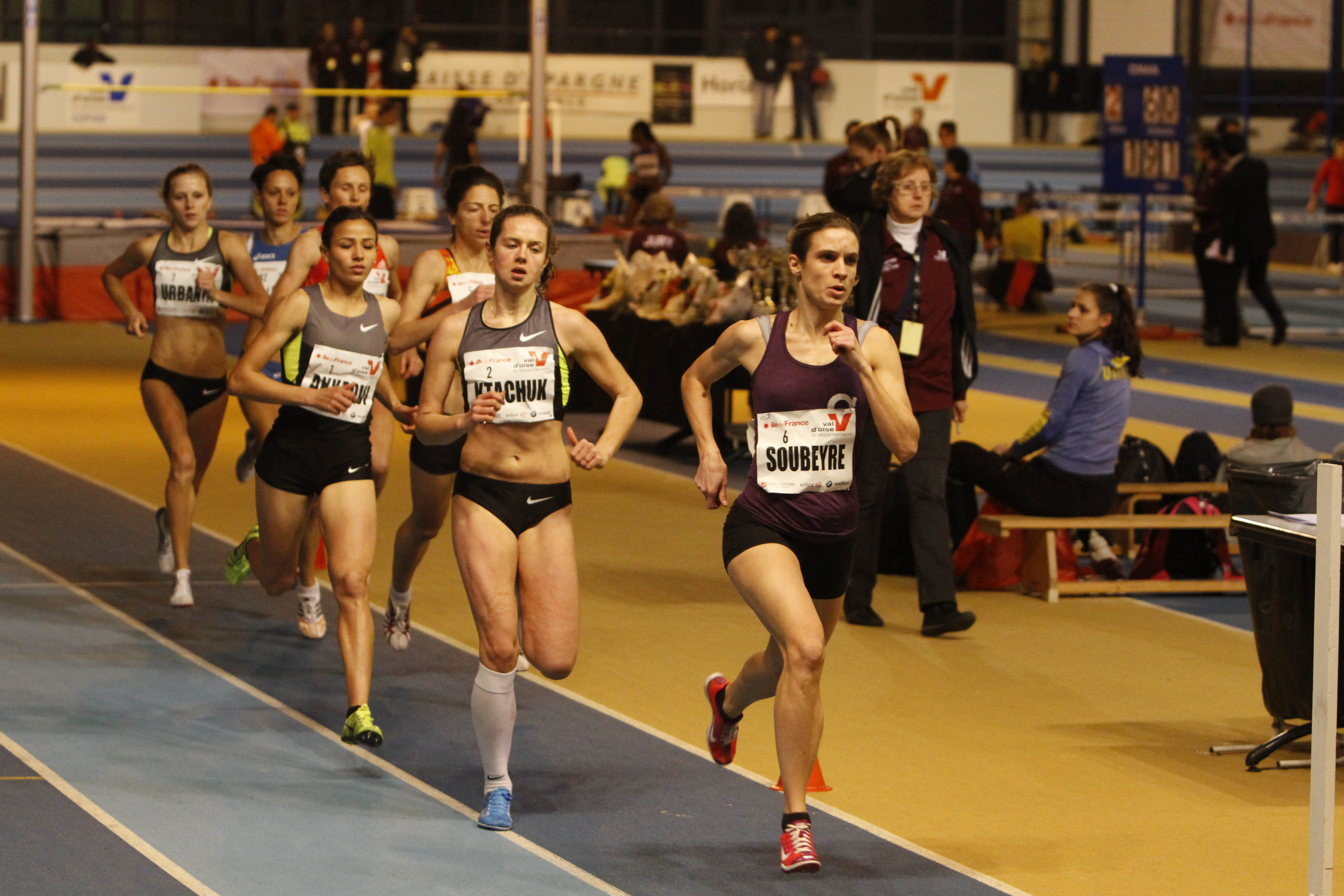
Meeting 2013, 1 000 m.

## Palmarès 2014
De grands noms figurent au programme de la 3e édition du meeting féminin du Val-d'Oise au côté de la marraine Muriel Hurtis : 
- la Kényane Pamela Jelimo, championne olympique 2008 sur 800 m
- les Ukrainiennes Olha Saladukha, championne du monde 2011 du triple saut et Svitlana Shmidt, vice-championne d'Europe 2012 du 3 000 mètres steeple ;
- la pépite française, Stella Akakpo[13], championne d'Europe juniors 2013 du 100 m[14].

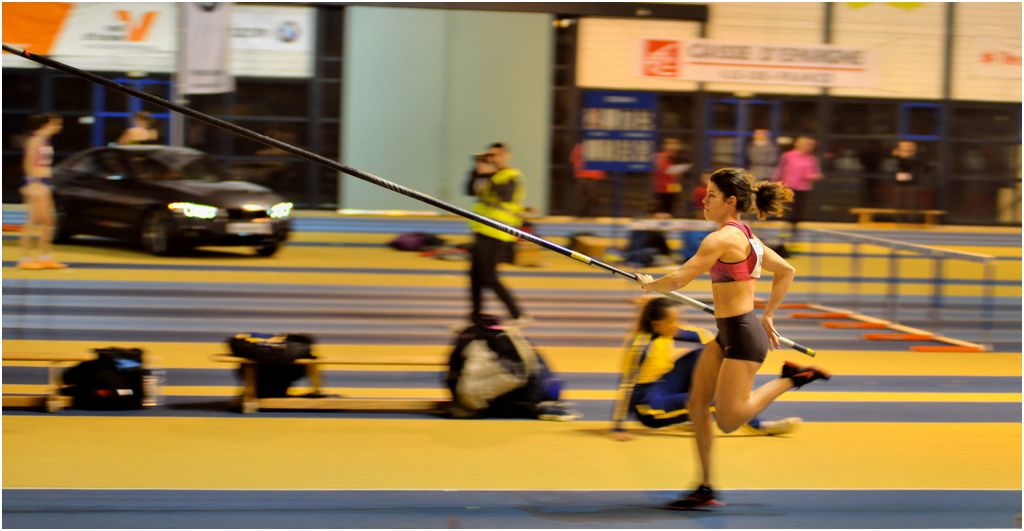
Meeting 2014, saut à la perche.
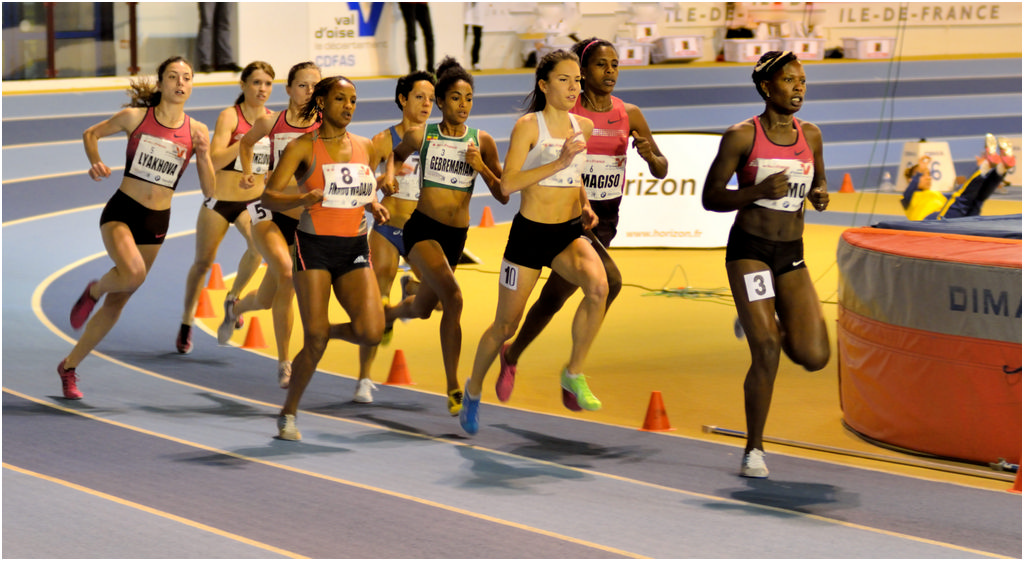
Meeting 2014, 800 m.

| Date       | Épreuve          | Vainqueur          | Pays     | Performance   |
| ---------- | ---------------- | ------------------ | -------- | ------------- |
| 11/02/2014 | 60 m             | Ruddy Zang-Milama  | Gabon    | 7 s 26        |
| 11/02/2014 | 200 m            | Lea Sprunger       | Suisse   | 23 s 74       |
| 11/02/2014 | 800 m            | Joanna Jozwik      | Pologne  | 2 min 5 s 56  |
| 11/02/2014 | 3000 m           | Senbere Teferi     | Éthiopie | 8 min 57 s 93 |
| 11/02/2014 | 60 m haies       | Alice Decaux       | France   | 8 s 14        |
| 11/02/2014 | Saut en hauteur  | Levern Spencer     | France   | 1,90 m        |
| 11/02/2014 | Saut à la perche | Anzhelika Sidorova | Russie   | 4,71 m        |
| 11/02/2014 | Triple saut      | Olha Saladukha     | Ukraine  | 14,60 m       |

- Meeting 2014,
saut à la perche.
- Meeting 2014,
800 m.

## Palmarès 2015
Si Marie Gayot et Éloyse Lesueur se sont particulièrement distinguées en remportant respectivement le 400 mètres et le saut en longueur, en revanche Éloyse Lesueur (longueur) et Antoinette Nana Djimou (hauteur et 60 m haies) ont déçu. D'autres athlètes étrangères de premier plan ont honoré ce meeting de leur présence : la Jamaïcaine Aleen Bailey (championne olympique du 4 × 100 m en 2004), la sprinteuse des Îles Vierges Tahesia Harrigan-Scott (3e des championnats du monde au 60 m en 2008) et plusieurs championnes européennes comme la Russe Anzhelika Sidorova (perche), la Britannique Eilidh Child (400 m haies) ou encore la Biélorusse Alina Talay (60 m haies).
| Date       | Épreuve          | Vainqueur          | Pays       | Performance   |
| ---------- | ---------------- | ------------------ | ---------- | ------------- |
| 10/02/2015 | 60 m             | Jessica Young      | États-Unis | 7 s 23        |
| 10/02/2015 | 400 m            | Marie Gayot        | France     | 52 s 61       |
| 10/02/2015 | 800 m            | Joanna Jozwik      | Pologne    | 2 min 2 s 49  |
| 10/02/2015 | 3000 m           | Sofia Ennaoui      | Pologne    | 8 min 53 s 80 |
| 10/02/2015 | 60 m haies       | Yvette Lewis       | Panama     | 8 s 2         |
| 10/02/2015 | Saut en hauteur  | Mariya Kuchina     | Russie     | 1,91 m        |
| 10/02/2015 | Saut à la perche | Anzhelika Sidorova | Russie     | 4,60 m        |
| 10/02/2015 | Saut en longueur | Éloyse Lesueur     | France     | 6,59 m        |

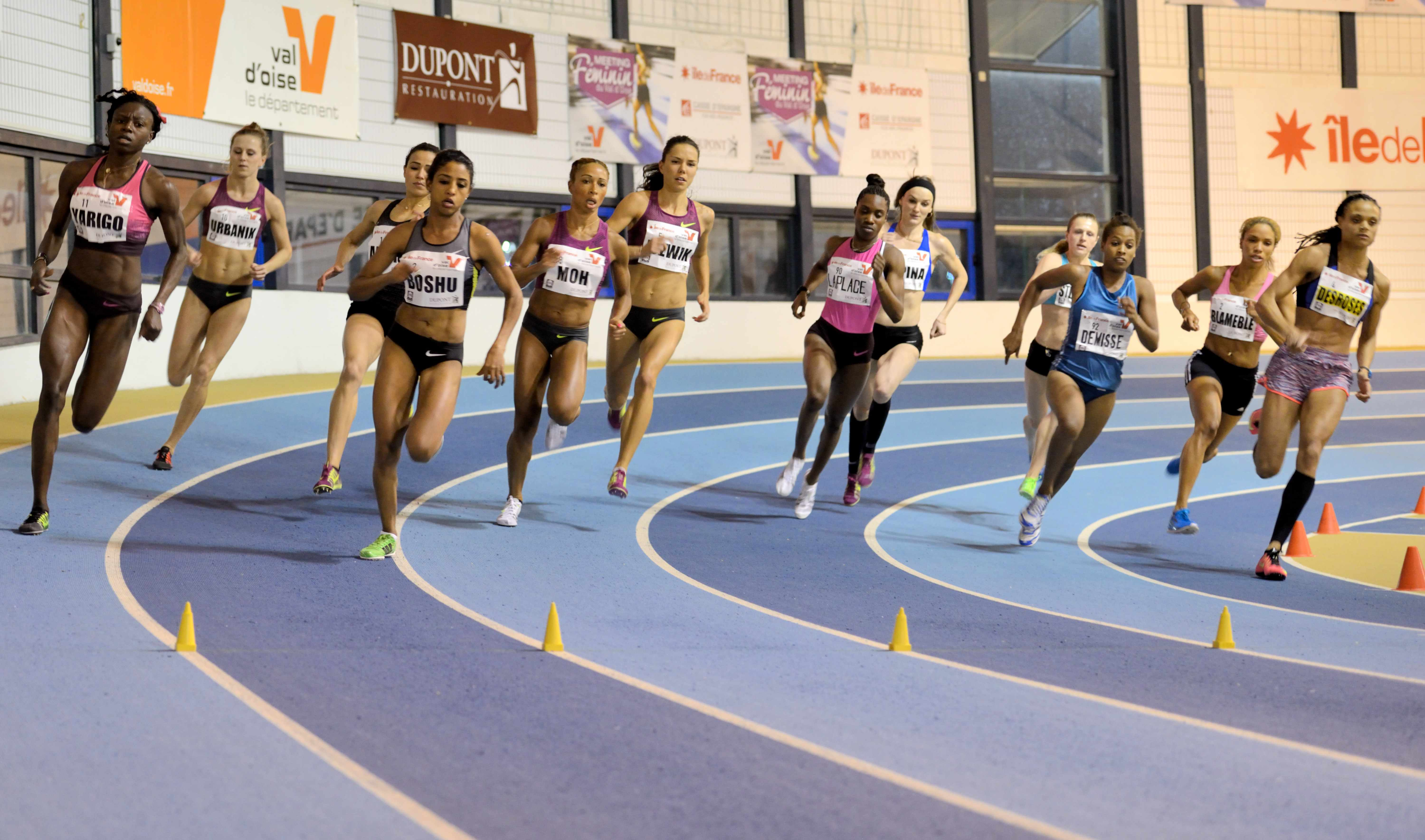
Meeting 2015, 800m.
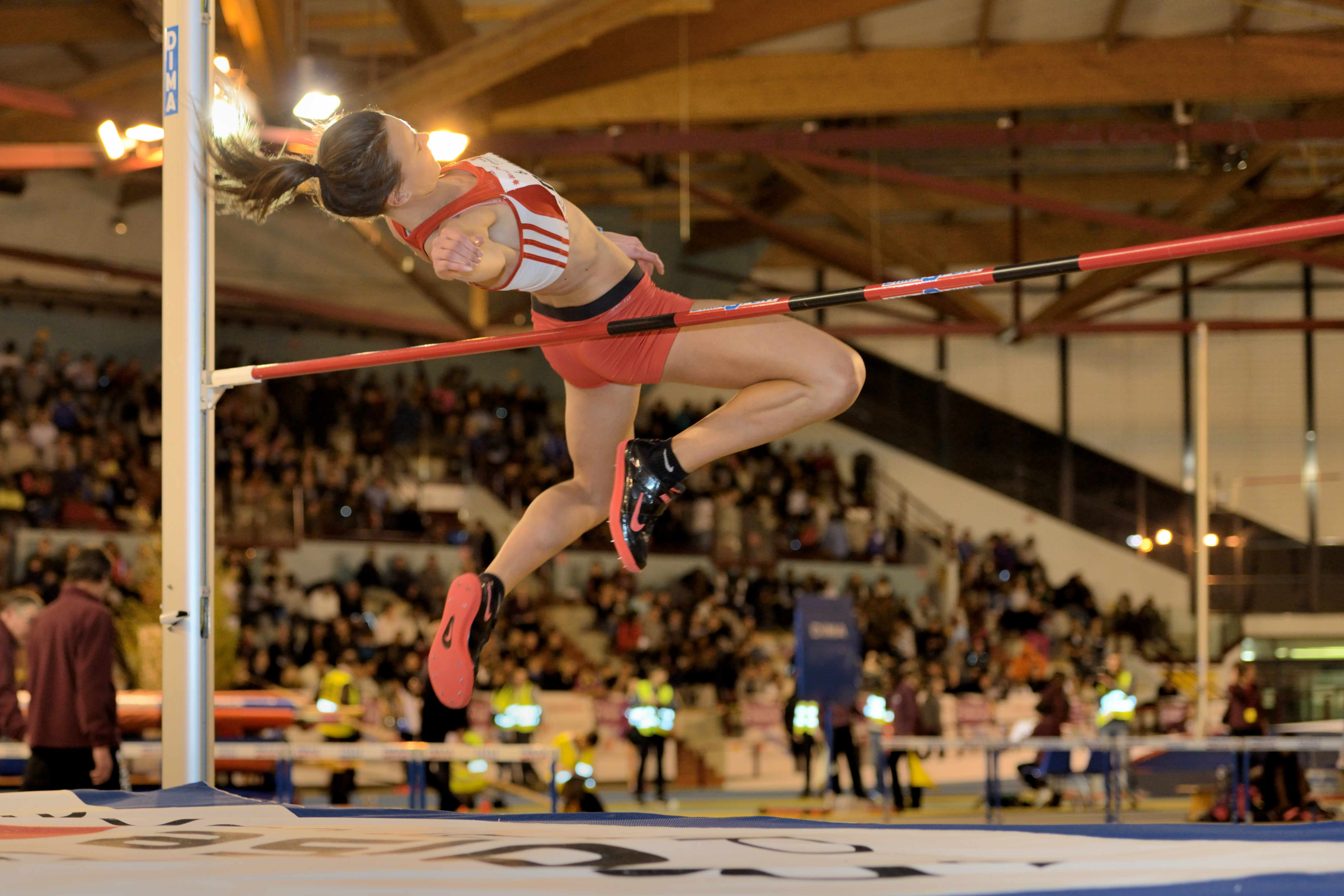
Meeting 2015, saut en hauteur.
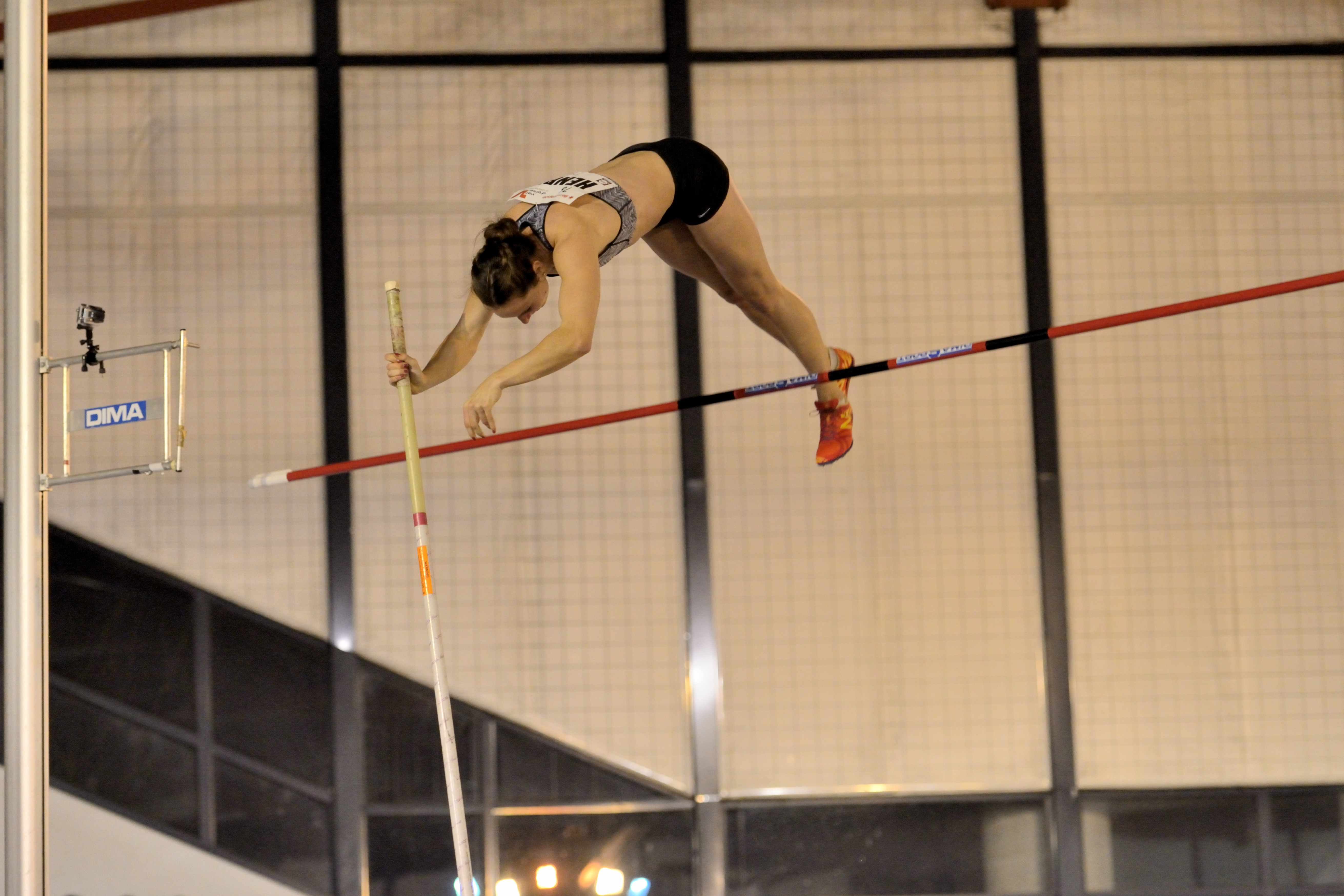
Meeting 2015, saut à la perche.

## Palmarès 2016
L'édition de 2016 attire plus de 1 110 spectateurs, 80 000 téléspectateurs et regroupe 89 athlètes de haut niveau— dont 20 étrangères de niveau international — sur huit épreuves: 60 mètres, 60 mètres haies, 400 mètres, 800 mètres, 1 500 mètres, saut en hauteur, saut à la perche et saut en longueur. Cette édition a permis à de jeunes athlètes de se mettre en avant dans un contexte relevé. Elle est marquée par :
- un record du monde cadette en salle : Lisa Gunnarsson passe la barre des 4,47 m en saut à la perche[27] ;
- cinq performances IA dans les 20 meilleures mondiales ;
- quinze performances IB dans les 50 meilleures mondiales.

| Date       | Épreuve          | Vainqueur              | Pays        | Performance   |
| ---------- | ---------------- | ---------------------- | ----------- | ------------- |
| 09/02/2016 | 60 m             | Simone Facey           | Jamaïque    | 7 s 14        |
| 09/02/2016 | 400 m            | Marie Gayot            | France      | 53 s 81       |
| 09/02/2016 | 800 m            | Habitam Alemu          | Éthiopie    | 2 min 1 s 31  |
| 09/02/2016 | 1500 m           | Malika Akkaoui         | Maroc       | 4 min 16 s 36 |
| 09/02/2016 | 60 m haies       | Tiffany Porter         | Royaume-Uni | 7 s 98        |
| 09/02/2016 | Saut en hauteur  | Oksana Okuneva         | Ukraine     | 1,90 m        |
| 09/02/2016 | Saut à la perche | Nikoleta Kyriakopoulou | Grèce       | 4,65 m        |
| 09/02/2016 | Saut en longueur | Shara Proctor          | Royaume-Uni | 6,50 m        |

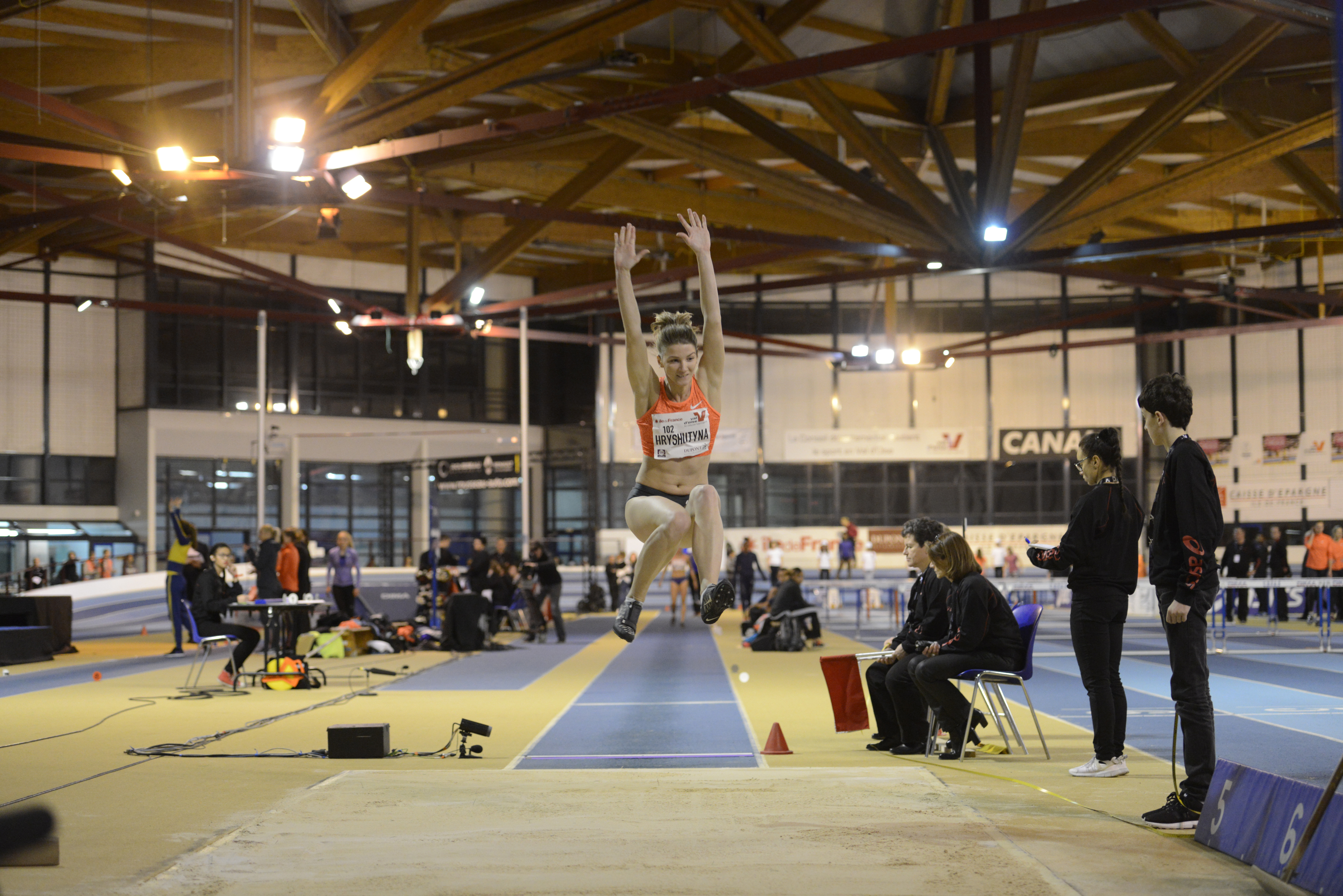
Meeting 2016, saut en longueur.
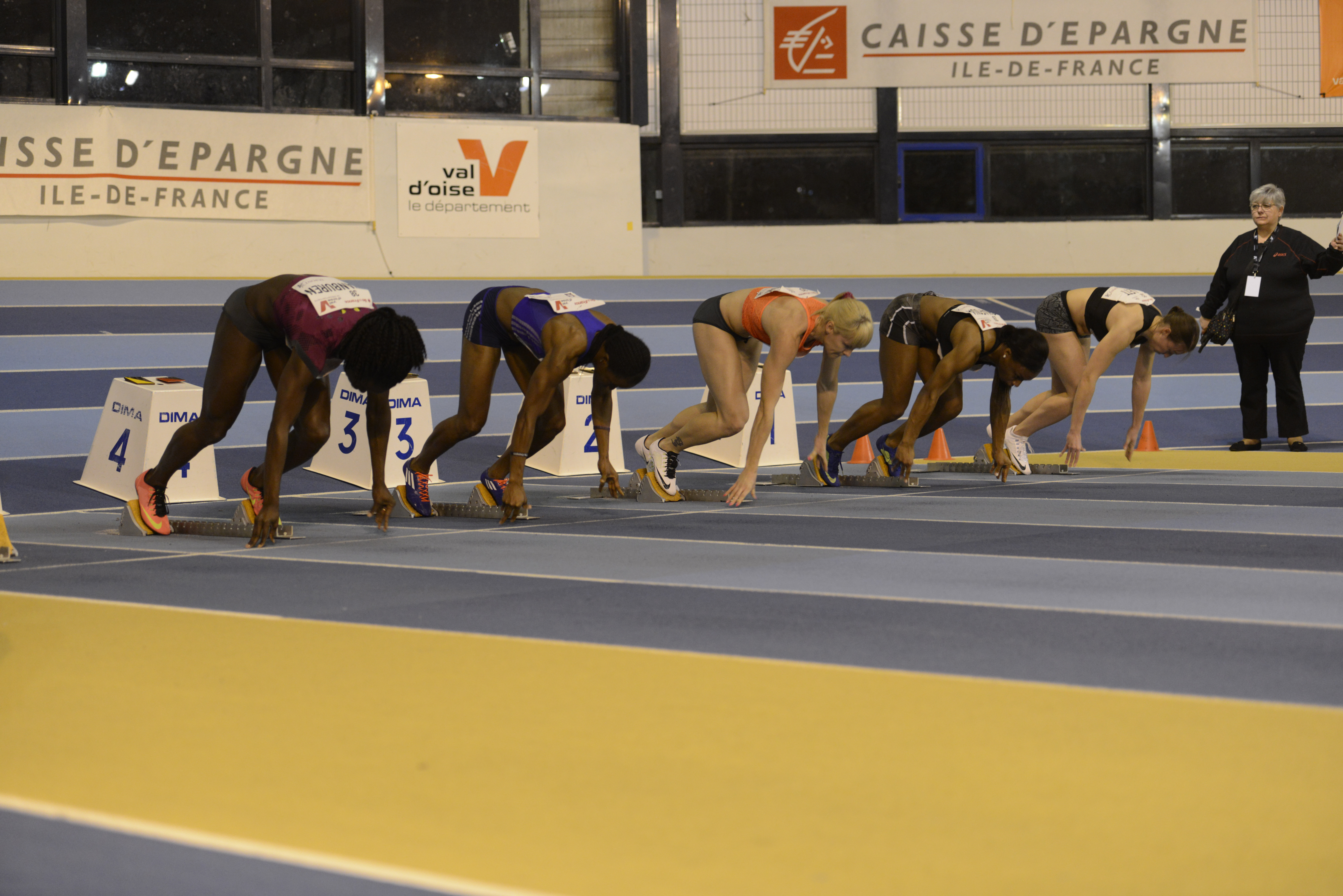
Meeting 2016, 60 m.
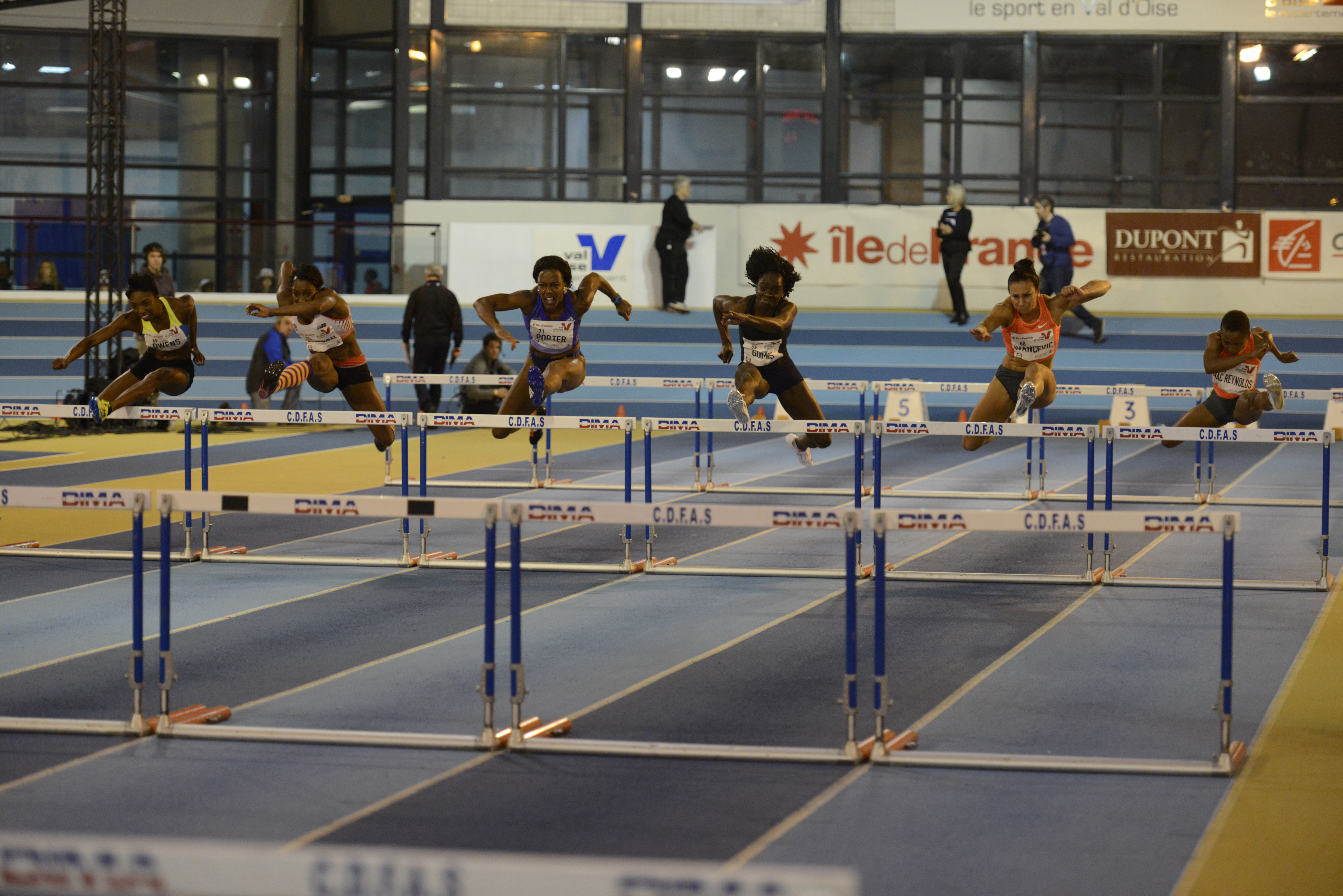
Meeting 2016, 60 m haies.

## Palmarès 2017
L'édition 2017 s'est déroulée dans la salle habituelle du stade Stéphane Diagana a Eaubonne le vendredi 10 février. Cette édition a attiré plus de 1 110 spectateurs et était retransmise en direct sur SFR Sport et le lendemain en rediffusé sur la chaîne 23 et également sur SFR Sport. Les athlètes se sont mesurées les unes aux autres sur huit disciplines : 60 mètres, 60 mètres haies, 400 mètres, 800 mètres, 3000 mètres, saut en hauteur, saut à la perche et triple saut. Cette 6e édition est marquée par :
- le record du 400 m qui est amélioré de 22 centièmes de secondes par Olha Zemlyak ;
- Fantu Worku qui améliore le record du 3 000 m du meeting de 2 secondes et 12 centièmes ;
- Jeanine Assani-Issouf qui réalise la meilleure performance de l'année en triple saut.

| Date       | Épreuve          | Vainqueur             | Pays        | Performance   |
| ---------- | ---------------- | --------------------- | ----------- | ------------- |
| 10/02/2017 | 60 m             | Flings Owusu-Agyapong | Ghana       | 7 s 32        |
| 10/02/2017 | 400 m            | Olha Zemlyak          | Ukraine     | 52 s 39       |
| 10/02/2017 | 800 m            | Olha Lyakhova         | Ukraine     | 2 min 3 s 04  |
| 10/02/2017 | 3000 m           | Fantu Worku           | Éthiopie    | 8 min 50 s 36 |
| 10/02/2017 | 60 m haies       | Hanna Platitsyna      | Ukraine     | 8 s 08        |
| 10/02/2017 | Saut en hauteur  | Yuliya Chumachenko    | Ukraine     | 1,90 m        |
| 10/02/2017 | Saut à la perche | Iryna Yakaltsevich    | Biélorussie | 4,50 m        |
| 10/02/2017 | Triple saut      | Jeanine Assani-Issouf | France      | 14,01 m       |

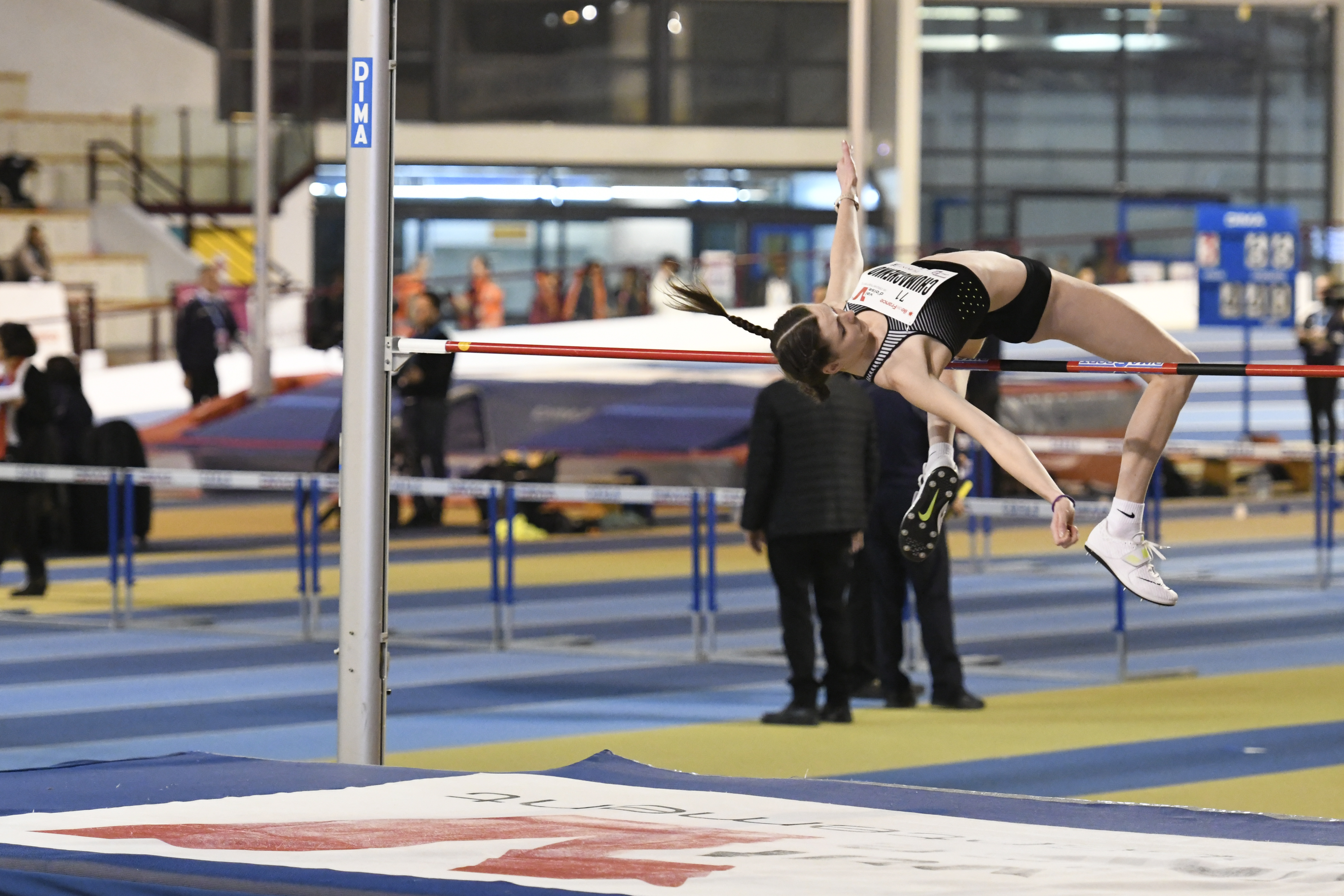
Meeting 2017, saut en hauteur.
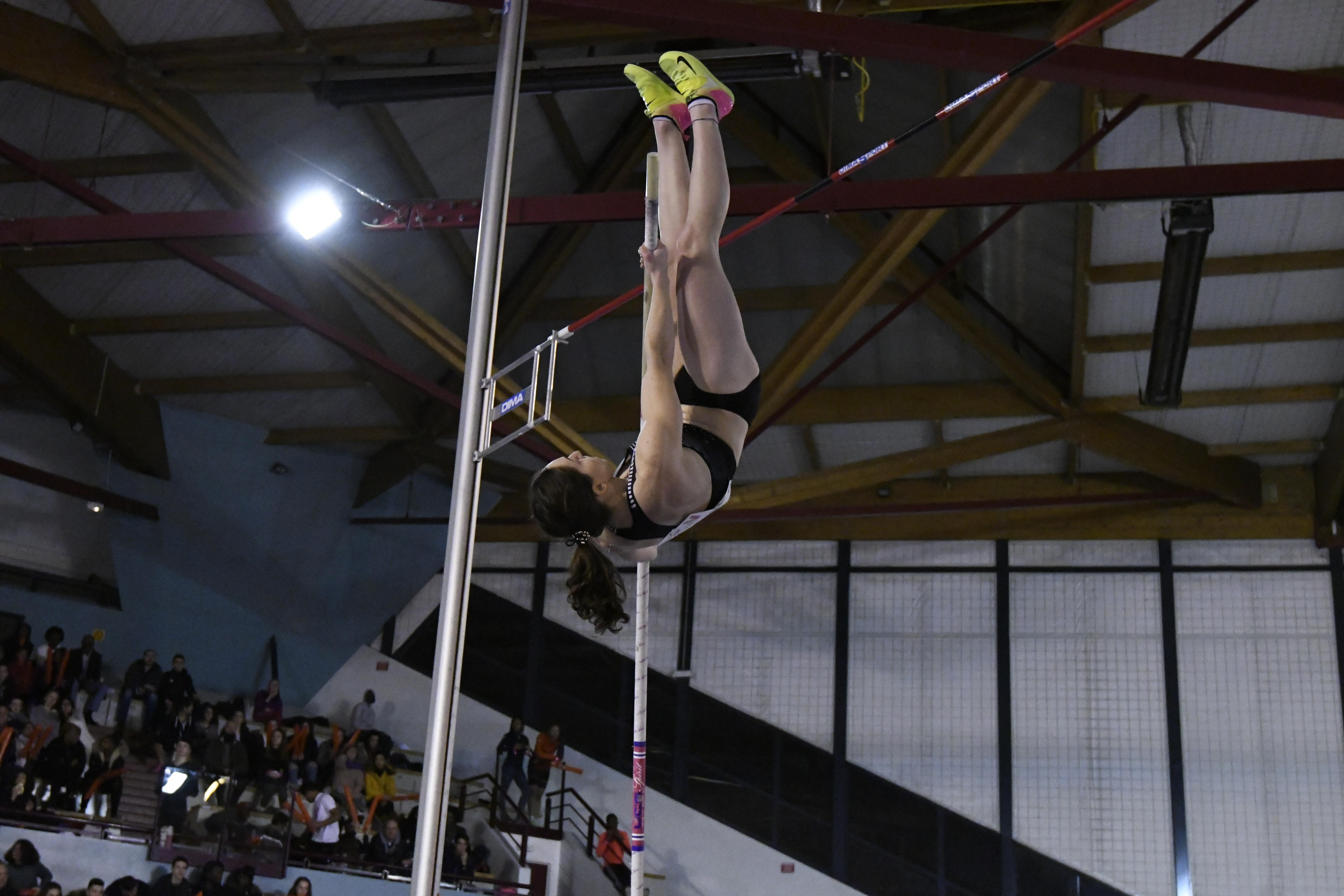
Meeting 2017, saut à la perche.
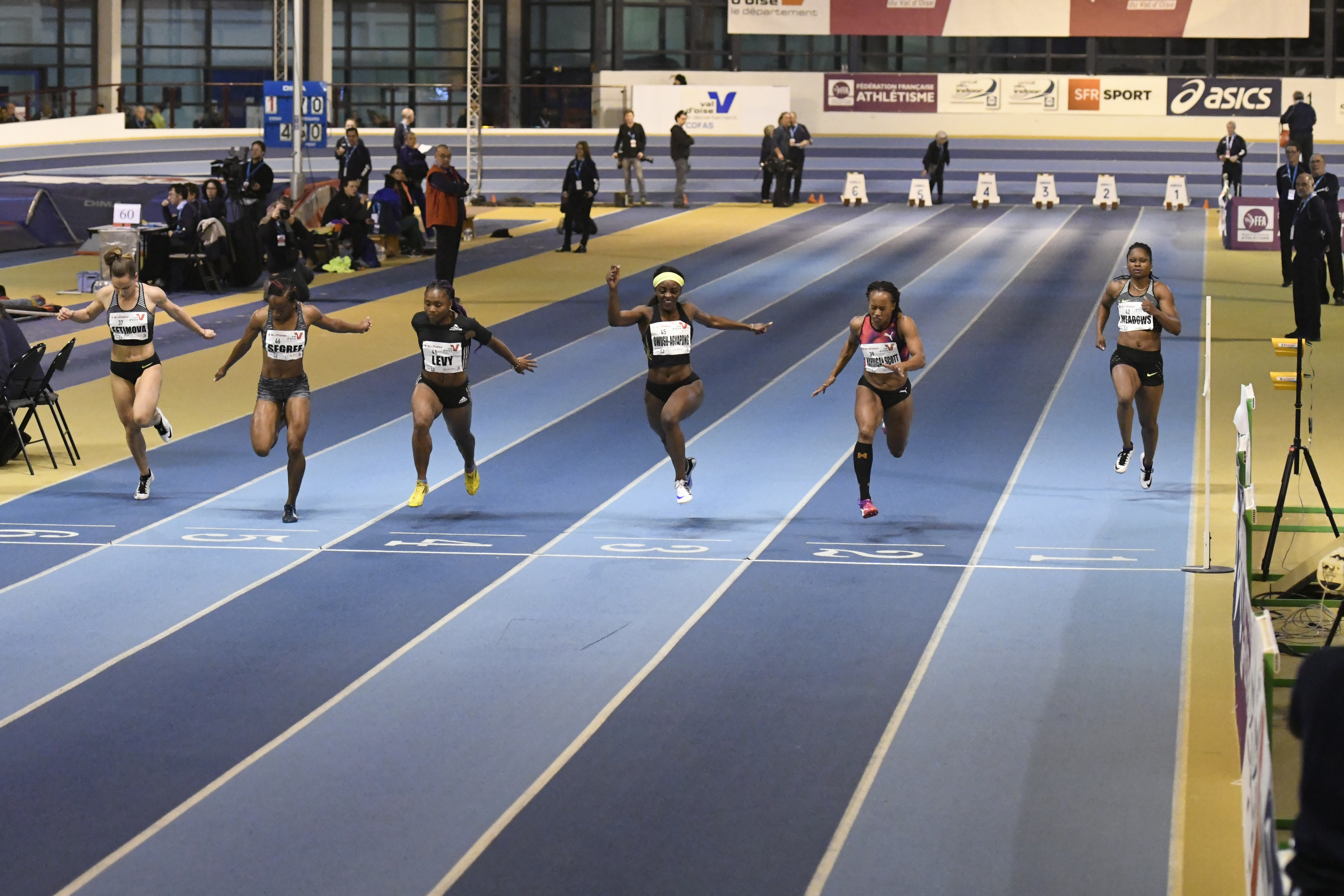
Meeting 2017, 60 m plat.

## Palmarès 2018
Le rendez-vous phare de l'athlétisme international dans le Val d'Oise, le Meeting Féminin du Val d'Oise, s'est tenu au Stade Couvert "Stéphane Diagana" au CDFAS le vendredi 9 février 2018. La nouveauté de cette 7e édition était une épreuve particulière : le triathlon avec trois épreuves (60m haies // Lancé du poids // Saut en hauteur), au terme de cette épreuve c'est la Belge Thiam Nafissatou qui repart vainqueur, avec un score de 3 052 points. Le record du meeting a été battu par Anzhelika Sidorova avec une barre à 4m72. 
| Date       | Épreuve          | Vainqueur                 | Pays          | Performance   |
| ---------- | ---------------- | ------------------------- | ------------- | ------------- |
| 09/02/2019 | 60 m             | Marie-Josée Ta Lou        | Côte d'Ivoire | 7 s 08        |
| 09/02/2019 | 200 m            | Anna Kiełbasińska         | Pologne       | 23 s 19       |
| 09/02/2019 | 800 m            | Habitam Alemu             | Éthiopie      | 2 min 1 s 79  |
| 09/02/2019 | 3000 m           | Melissa Courtney-Bryant   | Royaume-Uni   | 8 min 57 s 33 |
| 09/02/2019 | 60 m haies       | Nooralotta Neziri         | Finlande      | 8 s 07        |
| 09/02/2019 | Saut en hauteur  | Katarina Johnson-Thompson | Royaume-Uni   | 1,93 m        |
| 09/02/2019 | Saut à la perche | Anzhelika Sidorova        | Russie        | 4,72 m        |
| 09/02/2019 | Triple saut      | Lauma Grīva               | Lettonie      | 6,52 m        |
| 09/02/2019 | Triathlon        | Nafissatou Thiam          | Belgique      | 3 052 points  |

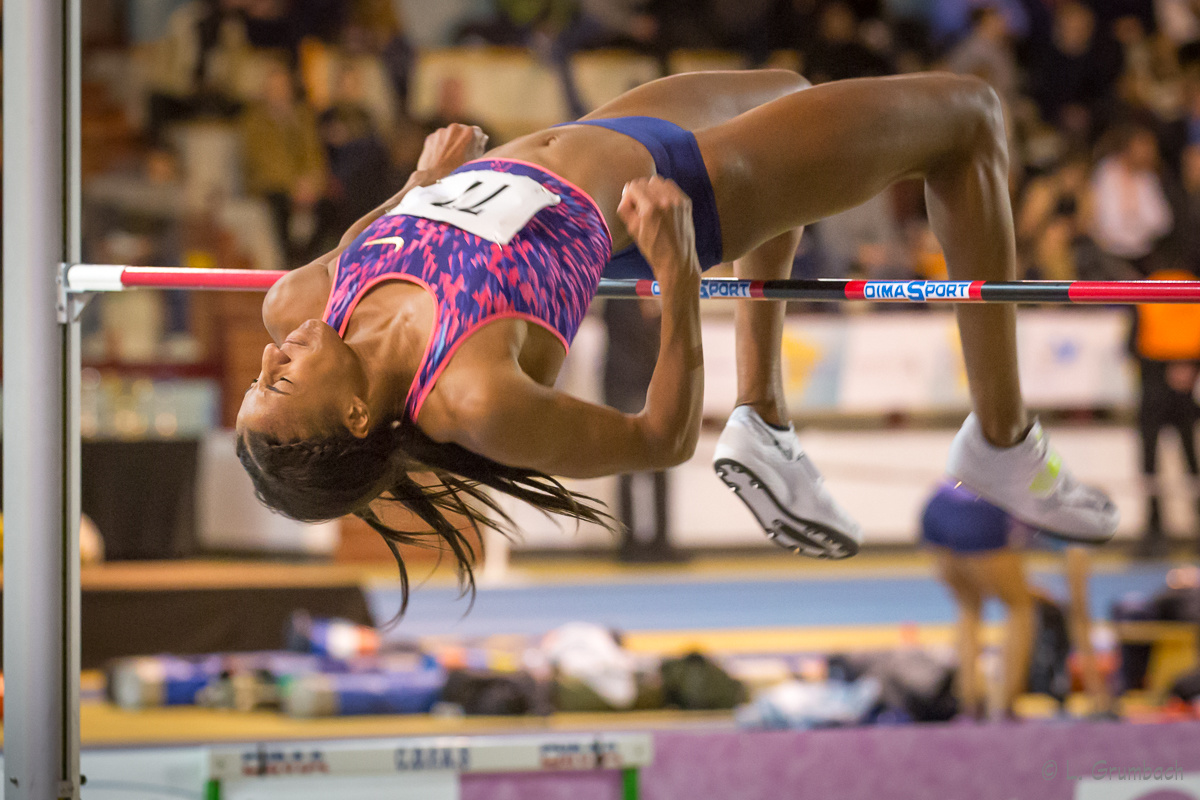
Meeting 2018, saut en hauteur.
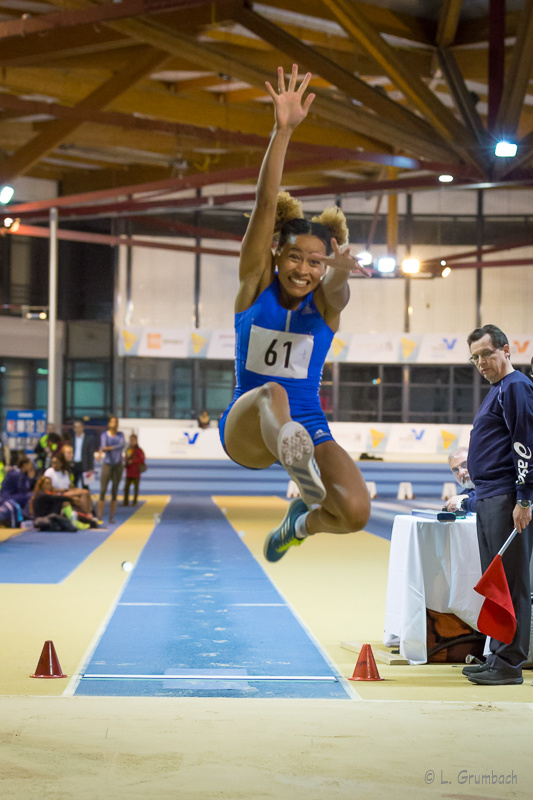
Meeting 2018, saut en longueur.
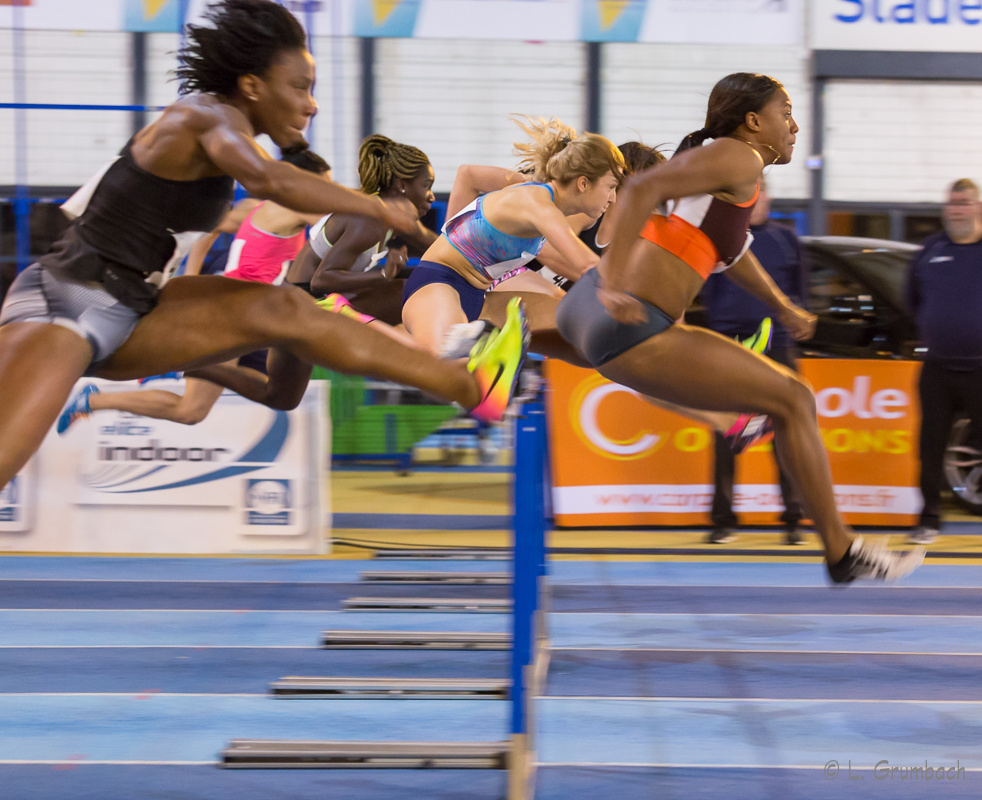
Meeting 2018, 60m haies.

## Palmarès 2019
Grande soirée d’athlétisme le 12 février au CDFAS dont les gradins étaient pleins pour apprécier les performances du meeting 100 % féminin et international. Deux records ont été battus, au saut à la perche et au saut en hauteur.
| Date       | Épreuve          | Vainqueur             | Pays        | Performance   |
| ---------- | ---------------- | --------------------- | ----------- | ------------- |
| 12/02/2019 | 60 m             | Remona Burchell       | Jamaïque    | 7 s 29        |
| 12/02/2019 | 400 m            | Tetyana Melnyk        | Ukraine     | 52 s 87       |
| 12/02/2019 | 800 m            | Līga Velvere (en)     | Lettonie    | 2 min 1 s 10  |
| 12/02/2019 | 3000 m           | Rababe Arafi          | Maroc       | 8 min 54 s 92 |
| 12/02/2019 | 60 m haies       | Elvira Herman         | Biélorussie | 8 s 03        |
| 12/02/2019 | Saut en hauteur  | Yuliya Levchenko      | Ukraine     | 2 m           |
| 12/02/2019 | Saut à la perche | Katie Nageotte        | États-Unis  | 4,82 m        |
| 12/02/2019 | Saut en longueur | Maryna Bekh-Romanchuk | Ukraine     | 6,60 m        |

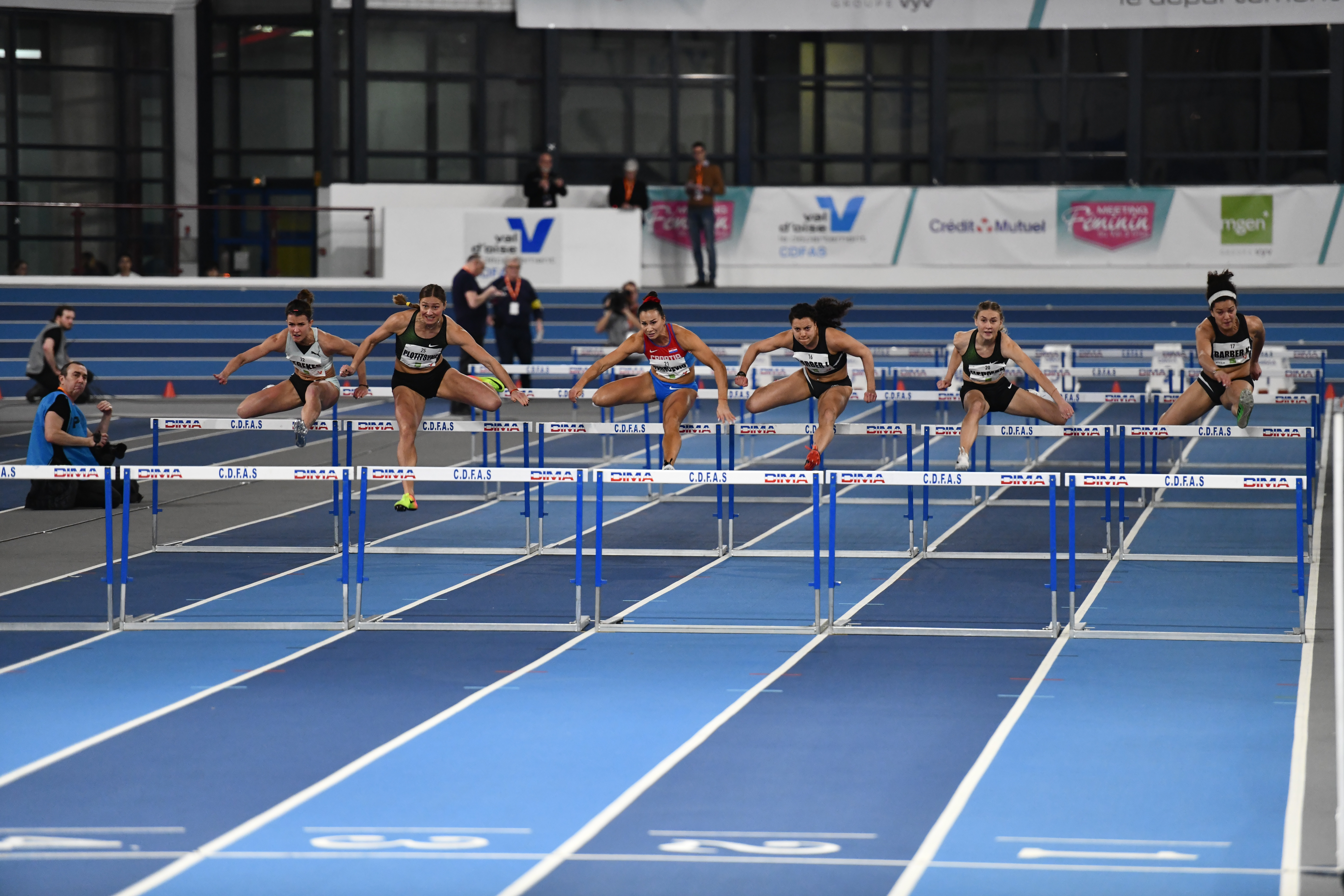
Meeting 2019, 60 m haies.
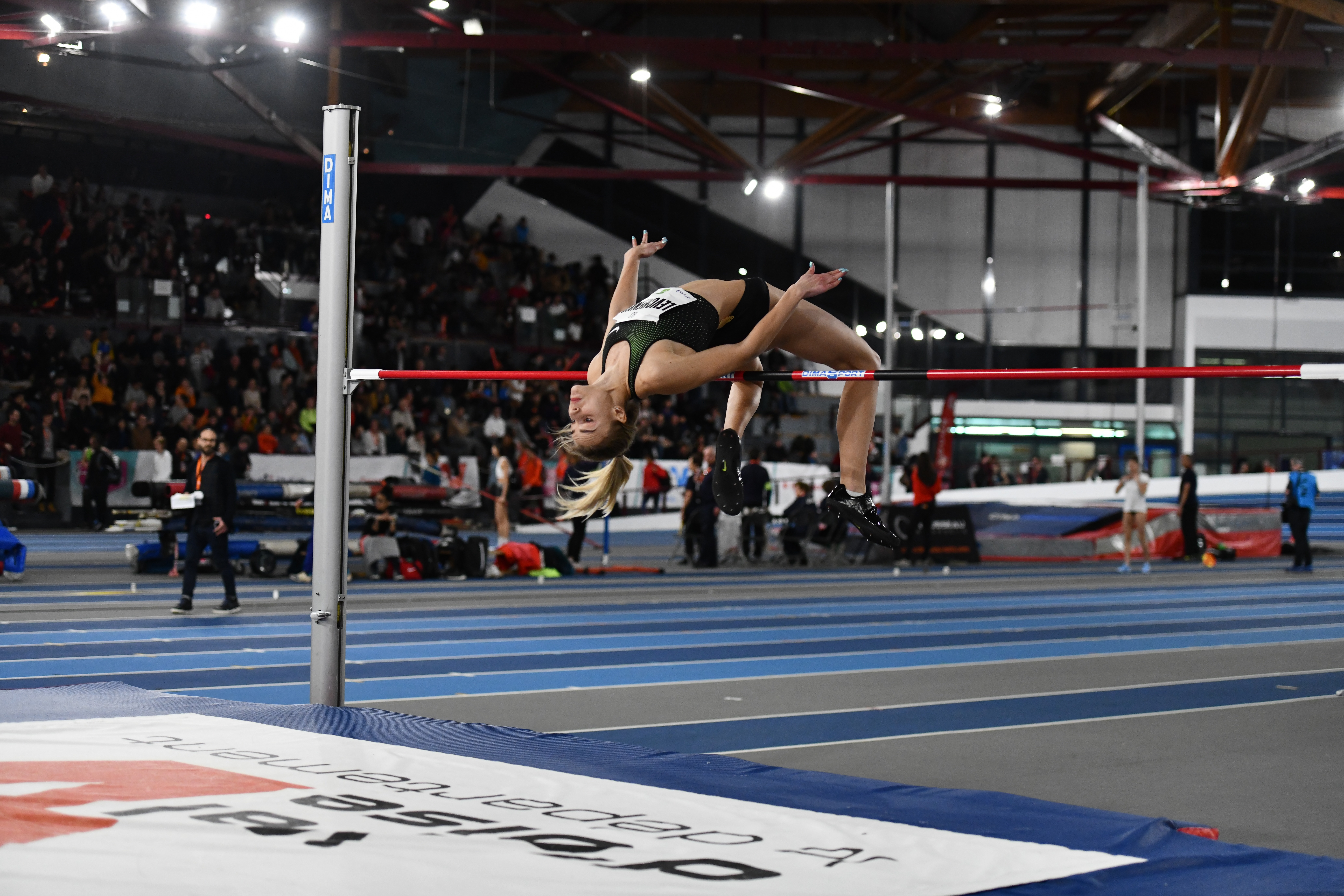
Meeting 2019, saut en hauteur.
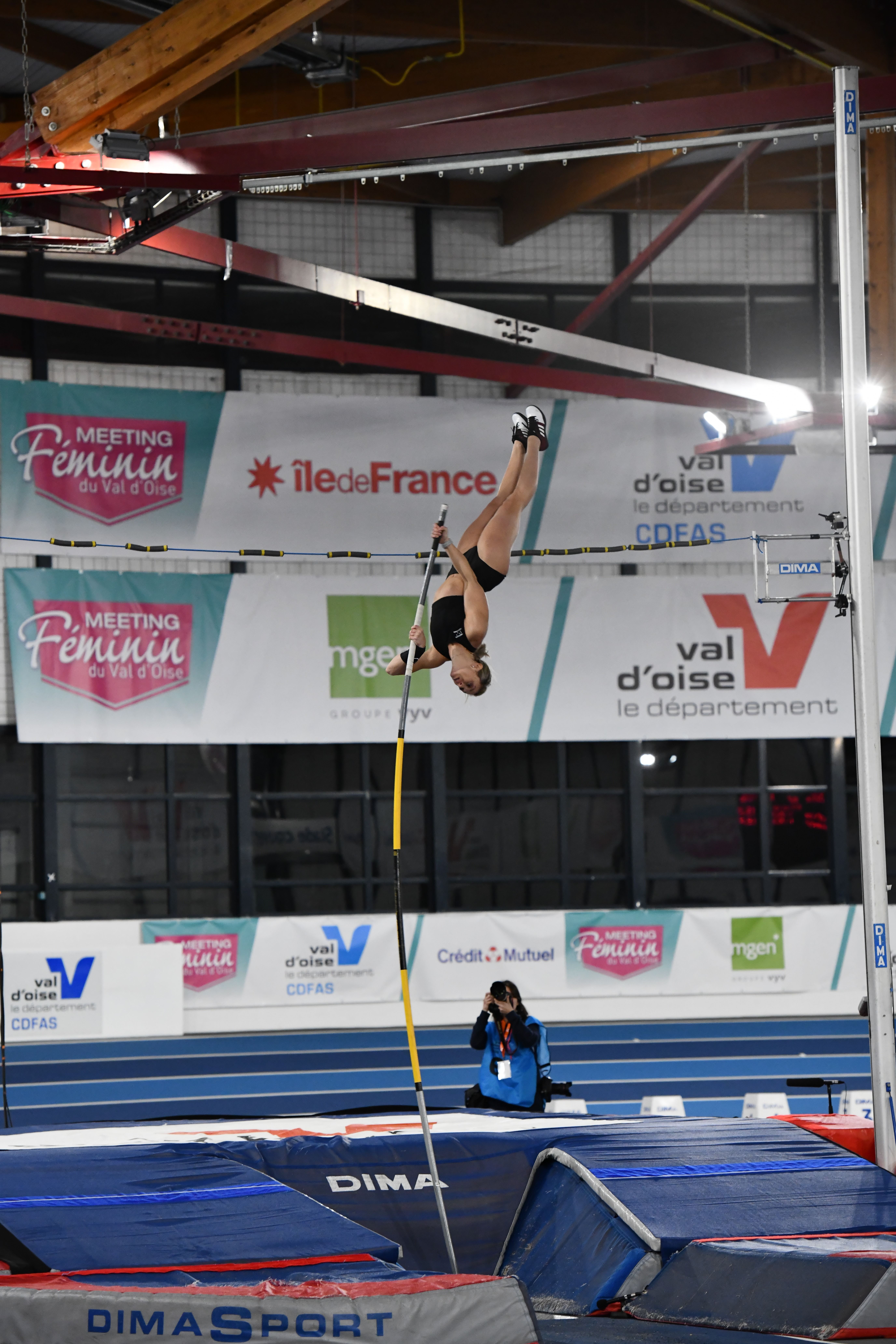
Meeting 2019, saut à la perche.

## Palmarès 2020
| Date       | Épreuve          | Vainqueur                | Pays        | Performance   |
| ---------- | ---------------- | ------------------------ | ----------- | ------------- |
| 17/02/2020 | 60 m             | Gina Bass                | Gambie      | 7 s 17        |
| 17/02/2020 | 400 m            | Justyna Święty-Ersetic   | Pologne     | 52 s 24       |
| 17/02/2020 | 800 m            | Olha Liakhova            | Ukraine     | 2 min 3 s 91  |
| 17/02/2020 | 3000 m           | Quailyne Jebiwott Kiprop | Kenya       | 8 min 42 s 78 |
| 17/02/2020 | 60 m haies       | Evonne Britton           | États-Unis  | 8 s 06        |
| 17/02/2020 | Saut en hauteur  | Svetlana Radzivil        | Ouzbékistan | 1,93 m        |
| 17/02/2020 | Saut à la perche | Ninon Guillon-Romarin    | France      | 4,66 m        |
| 17/02/2020 | Triple saut      | Gabriele dos Santos      | Brésil      | 13,58 m       |

## Médiatisation
Le 4 février 2016 une conférence de presse regroupe au Comité national olympique et sportif français (CNOSF) trente-et-un médias dont sept télévisions, douze organes de presse écrite, quatre stations de radio, un photographe et sept sites internet.
Le mardi 9 février 2016 le meeting lui-même mobilise vingt-sept médias dont cinq télévisions, dix organes de presse écrite, deux stations de radio, cinq sites internet, quarante-et-un journalistes et douze photographes. La chaîne Canal + Sport diffuse la manifestation et les images du meeting sont visionnées sur France 2 le lendemain dans Télématin.

## Un projet pérenne
Organisé par le département du Val-d’Oise, la Fédération française d'athlétisme (FFA), le centre départemental de formation et d'animation sportive du Val-d'Oise et par les partenaires logistiques (la ligue d'île-de-France d'athlétisme, le comité départemental d'athlétisme du Val-d'Oise, le comité départemental olympique et sportif du Val-d'Oise, le service départemental d'incendie et de secours) le meeting est labellisé "Circuit élite indoor".
Le budget global du meeting féminin du Val-d'Oise 2016 s'élève à 250 000 €. Les principaux partenaires sont la région Île de France, Dupont restauration, la caisse d’épargne d'Île-de-France, le comité régional olympique et sportif d'Île-de-France (CROSIF). Les partenaires officiels sont AccorHotels, GMS Sécurité, DimaSport, ASICS et le diffuseur officiel, Groupe Canal+ via Canal+ Sport.